# Cree

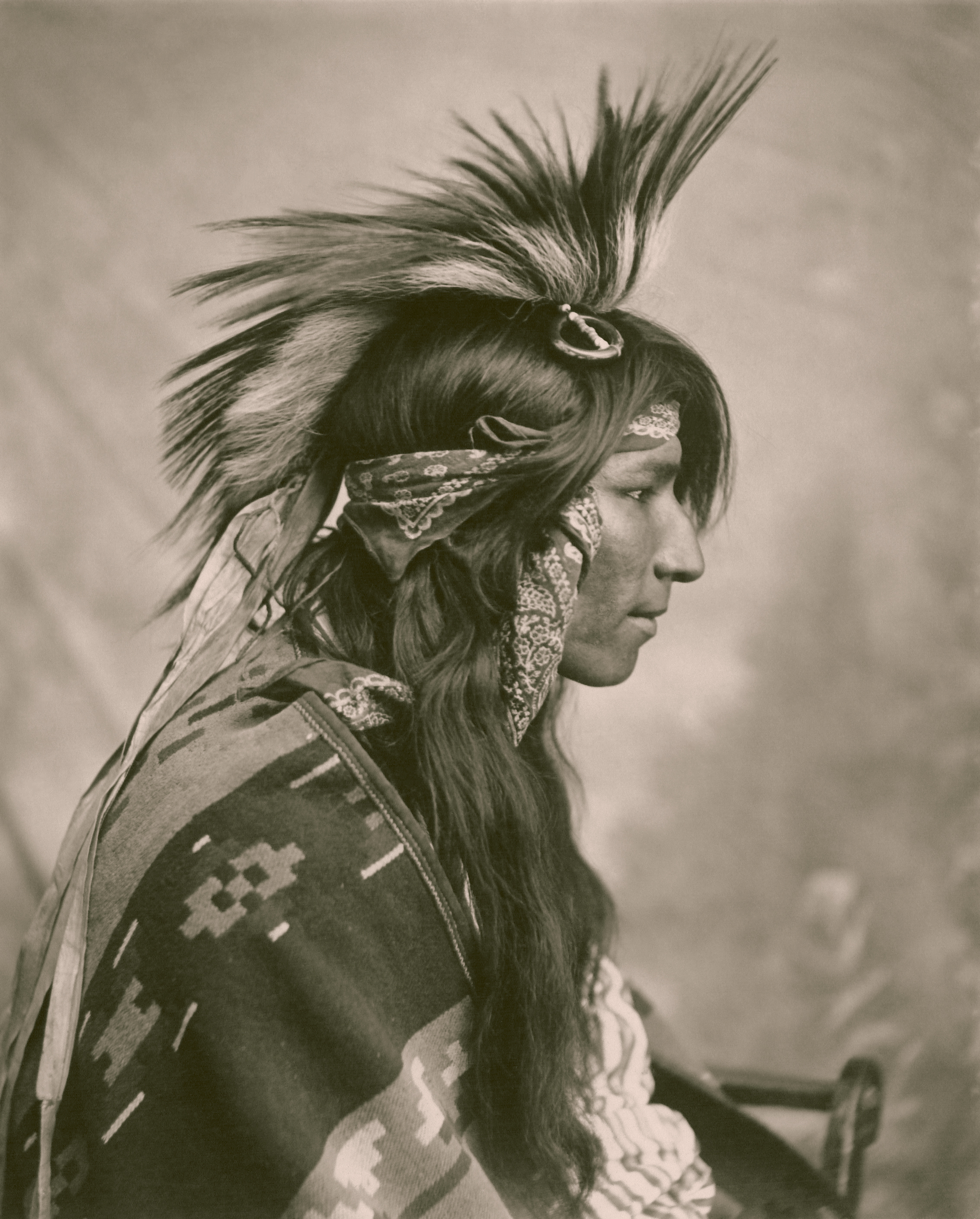
Cree, fotografiert 1903

Die Cree (englisch, auch Kri, französisch Les Cris, m pl / Les Cries, f pl) sind ein indigenes Volk der Indianer Nordamerikas. Ihr Stammesgebiet erstreckt sich von den Rocky Mountains bis zum Atlantischen Ozean über Teile der Vereinigten Staaten und Kanadas. Sie selbst bezeichnen sich als Ayisiniwok und Aha payew – „Wahre Menschen“ oder im Sinne von „das Volk“ als Iniwak, Iyiniwok, Eenou, Iynu oder Eeyou. Später bezeichneten sich viele Gruppen auch als Wi Iniwak oder Wiyiniwak, was so viel bedeutet wie „Volk mit gemischter Herkunft“.
Ihre Sprache, das Cree, gehört der Algonkin-Sprachgruppe an; mit ihr verwandt ist das Michif der Métis.
Die Cree stellen heute die mit Abstand größte Gruppe unter den First Nations dar. Ihre 135 staatlich anerkannten Stämme umfassen rund 200.000 Menschen. Kein anderes indigenes Volk in Nordamerika hat ein so großes Verbreitungsgebiet.

## Stammes- und Dialektgruppen der Cree

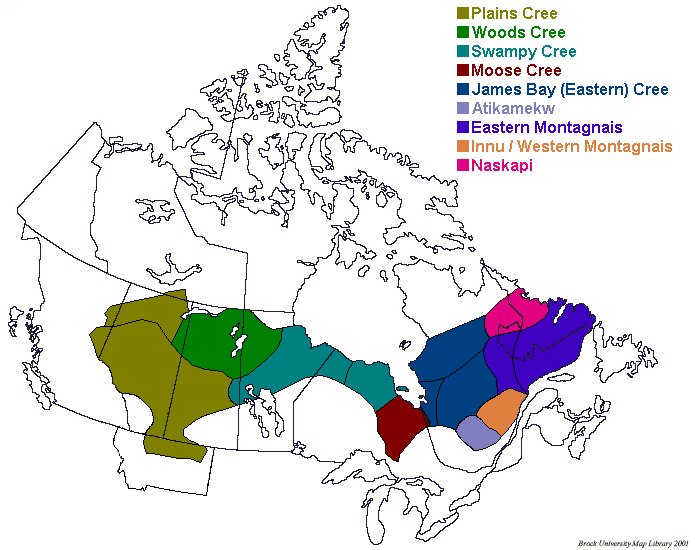
Gruppen der Cree und Cree-Sprachen

Die verschiedenen Bands der Cree identifizierten sich zwar anhand der gemeinsamen Sprache als „Cree“, ab 1700 konnten jedoch mindestens vier regionale Stammesgruppen unterschieden werden, die abweichende Dialektvarianten sprachen und deren Kulturen sich untereinander unterschieden (teilweise bekämpften sie sich gegenseitig). Die Oji-Cree (auch: Severn Ojibwa oder Northern Ojibwa) werden zwar kulturell sowie historisch zur Stammesgruppe der Anishinabeg gerechnet, identifizieren sich jedoch selbst als „Swampy Cree“ und nicht als Ojibwa. Heute sind die „Plains Cree“ die berühmtesten Vertreter der Cree-Gruppen, dies ist sowohl auf das europäische Stereotyp des Edlen Wilden und des „Indianers“ schlechthin – speziell auf die Prärie-Indianer begrenzt – zurückzuführen, als auch darauf, dass diese als führendes Mitglied der Cree-Konföderation (Nehiyaw-Pwat) oder Iron Confederacy (Plains Cree, Woodland Cree, Assiniboine, Saulteaux) den Siedlern und der kanadischen Regierung als Letzte militärischen Widerstand leisteten. Heute identifizieren sich daher manche sprachlich und kulturell zu den „Woodland Cree“ zählenden Bands als „Plains Cree“.

### Plains Cree
Plains Cree bzw. Western Cree oder Paskwāwiyiniwak (Nehiyawak, Eigenbezeichnung: ᐸᐢᑳᐧᐤ ᓀᐦᐃᔭᐁᐧᐃᐧᐣ, Paskwâw Nehiyawewin – „Volk auf den Plains (Ebenen)“, von anderen Cree-Gruppen auch als ᐸᐢᑳᐧᐃᐧᔨᓂᐤ, Paskwâwiyiniwak, ᐸᐢᑳᐧᐃᐧᓃᒧᐃᐧᐣ, Paskwâwinîmowin bezeichnet): lebten als nomadische Bisonjäger und Reitervolk in den Steppen der kanadischen Prärieprovinzen von Zentral-Manitoba, Zentral-Saskatchewan und Nord-Alberta südwärts bis auf den amerikanischen Nördlichen Plains von Montana; manche Bands zogen weiter westwärts und nordwärts nach British Columbia und in die Nordwest-Territorien. Kulturell zählen sie zum Kulturareal der Prärien und Plains, da sie größtenteils den Lebensstil der südlich lebenden Plains-Indianer übernommen hatten und in Tipi wohnten.
Sprachlich unterscheidet man heute ihre Sprache – das „Plains Cree“ (Nêhiyawêwin, ᓀᐦᐃᔭᐍᐏᐣ) bzw. den „y“-Dialekt – in zwei Dialektgruppen:
- Northern Plains Cree/Northern Alberta Cree (Nīhiyawīwin bzw. Nīhiyawīmowin) in Nord-Alberta
- Southern Plains Cree/Nuclear Plains Cree (Nēhiyawēwin)

### Woodland Cree
Woods Cree, Woodland Cree bzw. in Alberta Bush Cree oder Sakāwithiniwak (Nīhithawak, Eigenbezeichnung: ᓴᑳᐃᐧᔨᓃᐃᐧᐤ, Sakâwiyinîwiw – „Volk im Waldland“) bzw. Northern Cree (ᑮᐁᐧᑎᓅᑖᐃᐧᔨᓂᐤ, Kîwêtinôtâwiyiniw – „Nördlich lebendes Volk“): lebten nördlich und westlich der Plains Cree in der Waldtundra und den borealen Nadelwäldern im Norden Manitobas, Saskatchewans und Albertas, lebten vergleichsweise ortsfest und wanderten in relativ engem räumlichen Rahmen in jährlich sich wiederholenden Zyklen. Sie lebten größtenteils von der Jagd (Waldkaribus, Waldbisons, Hirsche und Elche) und dem Fischfang (insbesondere Lake Whitefish) sowie dem Sammeln von Beeren, essbaren Gräsern, Stauden und Wurzeln sowie Ahornsirup. Im Frühjahr und Herbst jagten die Woodland Cree Enten und Gänse, im Winter Schneehühner. Wie viele andere Stämme, die auf Schneeschuhhasen als Nahrungs- und Kleidungsquelle angewiesen waren, litten sie unter dem periodischen Rückgang der Hasen-Populationen (insbesondere jedes neunte/zehnte Jahr, als die Hasen fast ganz verschwanden). Sie übernahmen nur spät (teilweise auch gar nicht) das Pferd als Reit- und Transportmittel und lebten in den südlichen Gebieten in kuppelförmigen Wigwams aus Birkenrinde und weiter nördlich, wo die Birke stärker verkümmert war, bewohnten sie konische Stangenzelte (ähnlich den Tipis) die mit Abdeckungen aus Kiefernzweigen und Karibuhaut bedeckt waren.
Kulturell und sprachlich werden zwei Untergruppen unterschieden:
- Woods Cree (Nīhithawīwin, ᓃᐦᐃᖬᐑᐏᐣ) bzw. „th“-Dialekt der Woods Cree bzw. Bush Cree
- Rocky Cree (Misinipi Cree, Nīhirawīwin) bzw. „r“-Dialekt der Rocky Cree bzw. Rock Cree oder Asinīskāwiyiniwak (ᐊᓯᓃᐢᑳᐃᐧᔨᓂᐤ, Asinîskâwiyiniw – „Volk im steinigen/felsigen Land, d. h. Rocky Mountains“): lebten geographisch zwischen Plains und Woods/Woodland Cree, waren daher kulturell von beiden Gruppen beeinflusst, politisch mit den Plains Cree verbündet, übernahmen sie jedoch bald die Sprachvariante der Woods/Woodland Cree.

### Swampy Cree
Swampy Cree oder Maškēkowak bzw. Omaškêkowak (Nēhinawak bzw. Néhinaw, ᒪᐢᑫᑯᐃᐧᔨᓂᐤ, Maskekowiyiniwak, auch ᐅᒪᐢᑫᑯᐤ, Omaskekiw – „Volk des Sumpflandes“): lebten im Nordosten von Saskatchewans, Norden Manitobas sowie entlang der Ufer der Hudson Bay und James Bay in Ontario und Quebec.
Ihre Sprache – das „Swampy Cree“ (Nêhinawêwin, ᓀᐦᐃᓇᐍᐏᐣ) bzw. „n“-Dialekt – wird meist geographisch in zwei Dialektgruppen unterteilt:
- West[ern] Swampy Cree (Nêhinawêwin, ᓀᐦᐃᓇᐌᐎᐣ) der oft als „Lowland (Half-Homeguard) Cree“ bezeichneten Westlichen Swampy Cree
- East[ern] Swampy Cree/Western James Bay Cree (Ininîmowin, ᐃᓂᓃᒧᐎᓐ, auch Ininiwi-Išikišwēwin) der (zusammen mit den „Moose Cree“) oft als „Lowland (Homeguard) Cree“, „West Main Cree“ oder „James Bay Mushkego“ bezeichneten Östlichen Swampy Cree; da sie entlang des Westufers der Hudson und James Bay lebten, waren sie auch als „Western James Bay Cree“ bekannt im Unterschied zu den „(Eastern) James Bay Cree/East Main Cree“ der „East Cree (Östlichen Cree)“.

### Moose Cree
Moose Cree, Moosonee oder Mōsonī („Volk von der Elchinsel“, Ililiw): lebten entlang den Ufern der James Bay und entlang des Moose Rivers im Norden Ontarios, ihre saisonalen Wanderungen führten die einzelnen Bands weit ins Landesinnere in die Rainy Lake-Region. Die heute übliche Bezeichnung „Moose Cree“ leitet sich entweder von Môsoniy („Elchinsel“), dem historischen Name für ein Sommerquartier, oder von Môso-sîpiy (Moose River („Elch-Fluss“)), dem Namen des Flusses, in dem sich die Insel befindet, ab. Die heutige Gemeinde Moosonee am Moose River sowie die Insel mit dem offiziellen englischen Namen Moose Factory Island leiten ihre Namen von dieser Stammes- und Dialektgruppe der Cree her. Zudem wird in Nordamerika der Elch meist als Moose bezeichnet.
Ihre Sprache – das „Moose Cree“ (Ililîmowin, ᐃᓕᓖᒧᐎᓐ) ist der „l“-Dialekt der Cree-Sprache.
Zusammen mit den „n“-Dialekt-sprechenden Eastern Swampy Cree/Western James Bay Cree wurden sie auch als „Central Cree“, „Lowland (Homeguard) Cree“, „West Main Cree“ oder als „Western James Bay Cree“ bezeichnet, im Gegenzug zu den „(Eastern) James Bay Cree/East Main Cree“ der „East Cree (Östlichen Cree)“. Die Moose Cree identifizieren sich selbst als „Swampy Cree“, so dass oft nur auf Grund sprachlicher Unterschiede zwischen diesen beiden Gruppen unterschieden werden kann.

### East Cree / Östliche Cree
East Cree (Östliche Cree), (Östliche) James Bay Cree, East Main Cree oder Eenou-Eeyou: lebten in Nord-du-Québec (bestehend aus Nunavik, Jamésie und Eeyou Istchee) auf der Labrador-Halbinsel im Norden der Provinz Québec an der Ostküste der südlichen Hudson Bay und der James Bay sowie landeinwärts südöstlich der James Bay. Die East Cree (Östliche Cree) unterteilten sich geographisch und daher auch kulturell sowie sprachlich in zwei Gruppen; die „Nördlichen James Bay Cree/East Cree“ (Iyyiw / Iiyiyuu / Iyiyuuch, heute: Eeyou) lebten als Vollnomaden meist in der lichten Waldtundra von der Jagd auf Elche und in der offenen Tundra auf Karibus; zudem vom Fischfang sowie dem Sammeln von Wurzeln und Wildpflanzen. Die „Südlichen James Bay Cree/East Cree“ (Iyniw / Iinuu, heute: Eenou) waren vorwiegend mehr gebietsgebundene halbnomadische Jäger und Sammler, die in den offenen Flechtenwäldern der borealen Zone Elche, Karibus und Kleinwild jagten. Manche Küsten-Gruppen betrieben auch Feldbau, fischten und ernteten Ahornsirup. Ähnlich den „Swampy Cree“ und „Woodland Cree“ bewohnten die südlichen Bands kuppelförmigen Wigwams aus Birkenrinde und weiter nördlich, wo die Birke stärker verkümmert war, konische Stangenzelte (ähnlich den Tipis) die mit Abdeckungen aus Kiefernzweigen und Karibufellen bedeckt waren. Die East Cree (Östliche Cree) unterhielten enge kulturelle Verbindungen zu den östlich und nördlich wohnenden Innu (Montagnais) (Innut / Innuat / Ilnuatsh) und Naskapi (Iiyuu / Iyiyiw, ᓇᔅᑲᐱ) mit denen sie zusammen zu den Algonkin-Völkern des Kulturareales der Subarktis zählen. Im 19. Jahrhundert bildeten die Waswanipi Eenouch und Mistissini Eenou der East Cree (Östlichen Cree) zusammen mit den Manawani Iriniw, Opitcino Iriniw und Wemotaci Iriniw Bands der Atikamekw und den Ilnuatsh du Pekuakami der Innu (Montagnais) eine lose und flexible Allianz unter Führung eines Großen Häuptlingsrats (Kice Okimaw). Die zugehörigen indigenen Bands trafen sich mehrmals um territoriale Streitigkeiten beizulegen und sich gegenseitig beizustehen. Seit den 1880er Jahren bildete diese Allianz eine gemeinsame Front im Kampf gegen das immer weitere Vordringen der Europäer auf indigenes Land.
Ihre Sprache – das „East Cree“ bzw. „y“-Dialekt – wird geographisch in zwei Dialektgruppen unterteilt:
- Northern East Cree bzw. East Cree (Iyiyiu-Ayamiwin, Īyiyū Ayimūn, ᐄᔨᔫ ᐊᔨᒨᓐ) der „Nördlichen James Bay Cree/East Cree“ (Wiinibeyk Iiyuu / Wiinipakw Iiyiyuu – „Volk, das am salzigen Wasser lebt“)
- Southern East Cree bzw. Southeast Cree (Iyiniu-Ayamiwin, Īnū Ayimūn, ᐄᓅ ᐊᔨᒨᓐ) der „Südlichen James Bay Cree/East Cree“ (Nuuchcimiihc Iiyuu / Nuuchimiich Iinuu – „Volk im Inland“)
  - Southern Inland Subdialekt (Iyiniw-Ayamiwin)
  - Southern Coastal Subdialekt (Iyiyiw-Ayamiwin)

## Geschichte

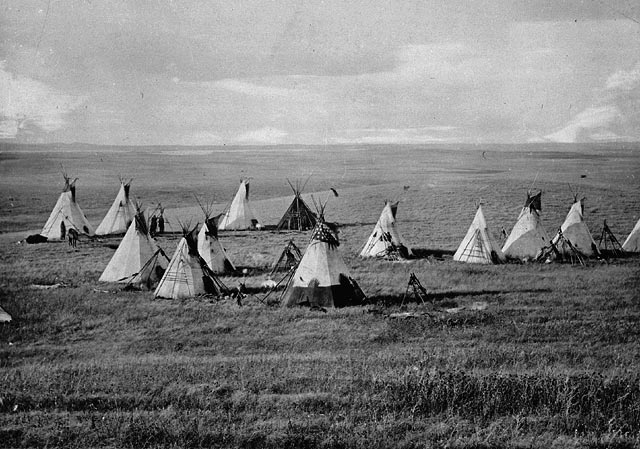
Cree-Lager südlich von Vermilion, Alberta, September 1871

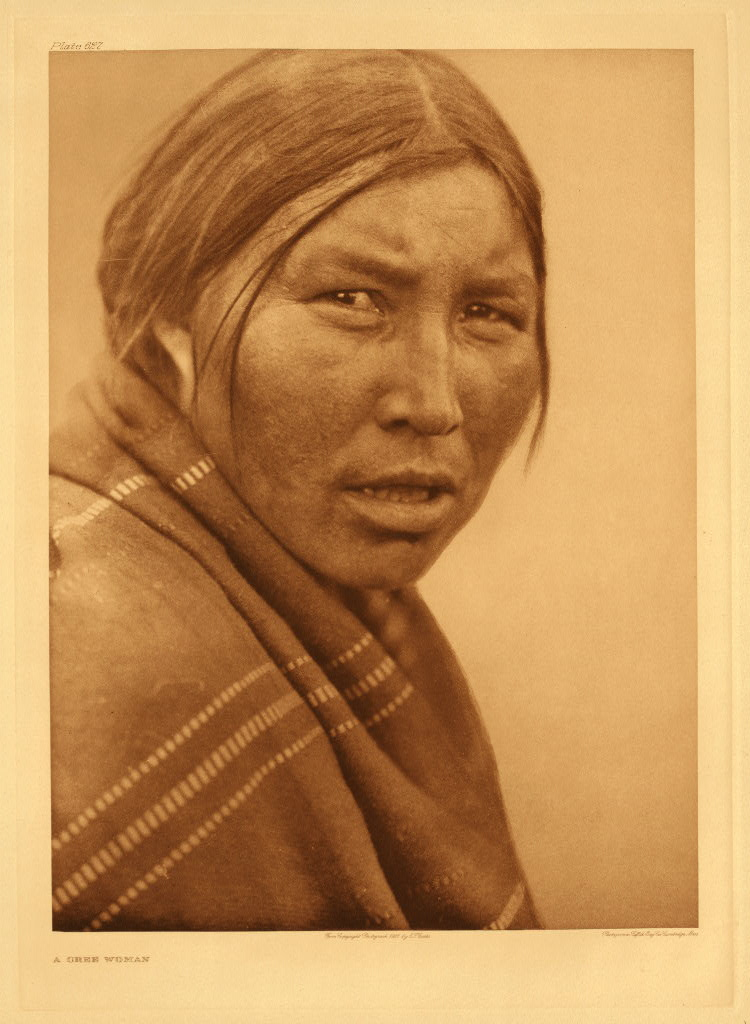
Frau der Cree, Edward Curtis, 1928

Die Cree haben sich wohl vor 1500 von der James-Bay-Region, also dem südlichen Ende der Hudson Bay aus westwärts ausgebreitet. Im 16. Jahrhundert finden sich Spuren einer als Clearwater Punctuate bezeichneten Tonware in Saskatchewan.

### Erste Handelskontakte zu Europäern, Pelzhandel und Bündnis mit den Assiniboine
Die ersten Europäer, die mit den Swampy Cree südlich der James Bay in Kontakt kamen, bezeichneten sie als „Kristineaux“ oder doppeldeutig als „Kristinue“, beide Bezeichnungen sind lautliche Annäherungen sowohl an das Ojibwa-Wort „kristanowak“ („Menschen im Norden“) als auch an deren Selbstbezeichnung als „kenistenoag“ oder „kinistenog“ (abgel. von Ka Nistaw Inew – „Menschen, die miteinander verwandt sind“ oder „Menschen, die untereinander heiraten“). Daraus entwickelten sich Kree oder Cri und zuletzt Cree. Alexander MacKenzie verfasste bei seiner Reise in den Nordwesten 1789 einen ersten Bericht über die dort lebenden „Kinisteneaus“. Während seiner Überwinterung am Red Deer Lake („Lac La Biche“) handelte David Thompson mit den Nahathaway. Die Selbstbezeichnung der in den Plains lebenden Cree lautet nêhiyawak. 1780–1781 traf die Region jedoch eine erste Pockenepidemie, der vielleicht die Hälfte der Cree zum Opfer fiel. 1838 folgte eine ebenso heftige Epidemie, so dass die Zahl der westlichen Cree wohl um fünf Sechstel, wenn nicht mehr, zurückging.
Schon vor dem ersten Kontakt mit den Weißen hatten sich die damals noch in den borealen Wald- und Seengebieten zwischen Rainy Lake, Lake of the Woods und den südlichen Lake Manitoba und Lake Winnipeg lebenden Assiniboine (in Cree: ᐊᓯᓂᐸᐧᑕᐠ, Asinipwatak – „Sioux (Feinde), die auf Steinen kochen“) von den Wazikute (“Shooters Among the Pines”) der Upper Yanktonai abgespaltet. Daher bezeichneten die Europäer sie als Nördliche Nakoda, um sie von den südlich in Minnesota lebenden Dakota („Südliche Nakoda“) zu unterscheiden. Diese südöstlichen Assiniboine-Gruppen lebten vom Fischfang, der Jagd auf Vögel und Wild, dem Anbau von Feldfrüchten sowie dem Anbau von Wildreis. Nachdem die Franzosen und Engländer Anfang des 17. Jahrhunderts erste Handelsposten im Gebiet der Großen Seen sowie entlang der Hudson Bay errichtet hatten, entwickelten sich diese Gruppen der Assiniboine als erste, mittels des Pelzhandels bereits ab 1650 zu unverzichtbaren Mitspielern im Handelsnetzwerk der Odawa (Adawe – „Händler“) und Franzosen der westlichen Großen Seen. Da die Franzosen bestrebt waren, den Pelzhandel mit den Assiniboine zu erweitern, errichtete Daniel Greysolon Dulhut 1678 einen Handelsposten am Lake Nipigon.
Jedoch hatten Swampy Cree und Woodland Cree, die nördlich der Assiniboine entlang der südlichen Hudson Bay und James Bay wohnten, bereits früher Kontakt zu den europäischen Händlern und deren Produkten (Eisenwaren, Waffen, Munition, Perlen). Besonders als 1670 die Hudson’s Bay Company mitten im Cree-Gebiet die Handelsstation York Factory errichtete, hatten die Cree einen unmittelbaren militärischen Vorteil gegenüber ihren benachbarten Stämmen – auch die südlich lebenden Assiniboine sollten dies erfahren. Bereits von Feinden im Osten, den Ojibwa, und den Dakota im Süden umgeben, entschieden sich die Assiniboine um Frieden zu bitten und verbündeten sich mit den Cree. Beide Stämme lebten daraufhin oft miteinander und gingen in großer Zahl Mischehen ein – wobei die Cree-Gruppen meist versuchten, sich in unmittelbarer Nähe der Handelsstationen anzusiedeln und die Assiniboine ihrer semi-nomadischen Lebensweise weiterhin nachgingen. Die Assiniboine und Cree bildeten eine starke Militärallianz, die als Cree-Konföderation oder Iron Confederacy bezeichnet wurde – sie selber bezeichneten ihre Allianz als Nehiyaw-Pwat (auf Cree: Nehiyaw – „Cree“ und Pwat oder Pwat-sak – „Sioux (Feinde)“). Bereits im 17. Jahrhundert berichteten die europäischen Händler und Reisenden, dass die Assiniboine Cree als Zweitsprache nutzen sowie dass viele Cree-Gruppen ihrerseits Assiniboine sprachen. Anfang des 18. Jahrhunderts schlossen sich die west- und südwestwärts gezogenen Plains Ojibwa (Saulteaux) (in Cree: ᓇᐦᑲᐃᐧᔨᓂᐤ, Nahkawiyiniwak, ᓇᐦᑲᐃᐧᓂᐤ, Nahkawiniwak – „gemischtes/mischrassiges Volk“, auch Soto genannt) der Cree-Assiniboine-Konföderation an.

### Zwischenhändler im Pelzhandel und Expansion auf die Plains
Diese Allianz ermöglichte es den verbündeten Stämmen, ab 1680 ein umfangreiches Kanu-Handelssystem entlang des Lake Winnipeg und des Nelson River, Rainy Lake, Lake of the Woods, Winnipeg River und Lake Winnipeg nordostwärts bis zur York Factory an der Hudson Bay aufzubauen. Viele Cree-Gruppen siedelten sich in der Nähe der Handelsstationen an, um so zunächst an die für sie wichtigen Güter (Eisenwaren, Geschirr, Waffen und Mehl) zu gelangen, um dann den Zwischenhandel mit den Stämmen im Westen (Blackfoot, Gros Ventre, Sarcee), im Norden (Chipewyan, Dogrib) und im Süden (Hidatsa, Mandan) möglichst zu monopolisieren. So handelten sie mit den Indianern abseits der Forts um Pelze, die sie den Europäern, vor allem der Hudson’s Bay und der North West Company anbieten konnten. Ohne die Cree und Assiniboine, die die Kontrolle über die einzigen Transportwege, die mit den sogenannten Pelzhandelskanus befahrenen Flüsse und Seen, innehatten, hätte es den Pelzhandel nie gegeben. Gleichzeitig gestattete ihnen die bessere Waffenausrüstung die Expansion nach Westen und Norden – wobei sie militärisch gegen die Chipewyan (in Cree: ᐅᒉᐸᐧᔭᓀᐤ Ocepwayanew, ᐁᐧᒌᐸᐧᔮᐣ Wêcîpwayân, Wêcîpwayâniw, Cîpwayân, Cīpwayān – „Volk, das spitzulaufend geschnittene Pelze trägt“) im Norden und den Dakota im Süden (1670–1700) vorgingen. Für die Sioux (Dakota, Nakota, Lakota) gehörten die Assiniboine nunmehr nicht mehr zu den Oceti Sakowin („Das Feuer der sieben Stämme“, „Die sieben Ratsfeuer“) – sie waren nun Feinde, die als Hohe („Rebellen“) galten.
Viele Cree verließen nun den Hudson-Bay-Raum (ab etwa 1740), wo die Pelzhandelsgesellschaft eine erste Handelsstation am Lac Waswanipi eingerichtet hatte. Dabei folgten sie den Flussläufen von Red River, Saskatchewan River (in Cree: Kisi Skaciwani Sipi, kisiskāciwani-sīpiy – „Großer, schnell fließender Fluss“), Assiniboine und Qu’Appelle River und verbündeten sich mit den Blackfoot (in Cree: ᐊᔭᐦᒋᔨᓂᐤ, Ayachi-w Ini-w/Ayahciyiniw, Ayachiw Iniwak/Ayahtci Iniwuk/Ayahciyiniwak – „Fremdartiges Volk“, d. h. „Feinde“, oft auch Earchithinue) und Sarcee (in Cree: Sasi-wak). Mit ihnen bildeten sie eine Handels- und Militärallianz im Kampf gegen die Nördlichen und Östlichen Shoshone (in Cree: ᑭᓀᐱᑯᐃᐧᔨᓂᐤ, Kinêpikowiyiniw – „Schlangenvolk“), Arapaho (in Cree: Asâsowiyiniw – „Tätowiertes Volk“) und Sioux (in Cree: ᐸᐧᑕᐠ, Pwatak, Pwatuk oder Pwat-sak – „Feinde“) ebenso wie die Iron Confederacy oder Cree-Assiniboine-Konföderation mit den Plains Ojibwa, den Assiniboine und Stoney (Assiniboine und Stoney wurden beide von den Cree als Asinipwatak – 'Sioux (Feinde), die auf Steinen kochen' bezeichnet).
Die Assiniboine und Cree etablierten somit ein Monopol im Handel zwischen den weiter im Westen lebenden Plains-Stämmen (Blackfoot, Sarcee, Gros Ventre, Absarokee u. a.) und Plateau-Stämmen (Flathead, Kutenai, Sekani, Secwepemc), den Missouri River-Stämmen (Mandan, Hidatsa und Arikaree, ᑳ ᐅᑕᓯᐢᑮᑲᒥᑯᐊᐧᐠ, kâ-otasiskîkamikowak – 'Volk, das in Lehmhäusern wohnt') im Süden und den athapaskisch-sprachigen Stämmen im Norden (Chipewyan, Daneẕaa, Slavey, Yellowknife, und Dogrib). Sie boten den Stämmen zu erhöhten Preisen (die Gewinnspannen waren enorm) englische und französische Güter (besonders Gewehre, Munition, Metallwaren, Messer, Ahlen, Äxte, Tomahawks, Kessel, Tabak und Alkohol) im Tausch gegen Feldfrüchte, die hochgeschätzten Leder- und Federarbeiten der Mandan, bemalte Bisonroben, gegerbte mit Pelzen und Federn verzierte Wildlederhäute sowie bemalte Federn an. Ab 1740 tauschten sie bei den Blackfoot, Absarokee und Gros Ventre, den damals größten Pferdehändlern der Region, gegen die europäischen Handelsgüter vermehrt Pferde ein. Die Assiniboine und Cree handelten nun ihrerseits diese Güter, zusammen mit den von ihnen während des Jahres gesammelten Biberfellen, Nerzfellen, Luchsfellen, Otterfellen sowie Bisamfellen.
Die Assiniboine und nun meist als Westliche bzw. Plains Cree zogen auf der Suche nach neuen Jagdgründen zur Versorgung der europäischen Händler mit Pelzen sowie um den ab 1720 nun ebenfalls mit französischen Waffen ausgestatteten Dakota auszuweichen immer weiter west- und nordwärts auf die Plains und in die Wälder. Da die Blackfoot und Gros Ventre in ihrem Kampf gegen die pferdereichen und mächtigen Shoshone entlang des South Saskatchewan Gewehre und Munition benötigten, waren sie von den Cree und Assiniboine abhängig, die als einzige direkten Zugang zu den Handelsstationen der Franzosen und Engländer hatten, und es etablierte sich bis gegen Ende des 18. Jahrhunderts eine friedliche Koexistenz in den Plains und Parklands.
Die Südlichen Assiniboine (oder „Plains Assiniboine“), Plains Cree und Plains Ojibwa entwickelten sich durch das Vordringen nach Westen und Südwesten langsam von ehemals per Kanu und zu Fuß reisenden Nordöstlichen Waldland-Indianern zu Plains-Indianern (wobei lediglich die Südlichen Assiniboine wirklich zu den Plains-Völkern zu rechnen sind, da die Cree und Ojibwa weiterhin meist in der Nähe der Handelsposten der Engländer, Franzosen und Amerikaner siedelten und nur zur Jagd auf die Plains zogen). Obwohl die neuen Stammesgebiete der Nordwestlichen Plains und Aspen Parklands weniger reich an Kleinwild (Biber, Bisamratten) sowie Fischen und Vögeln waren als die Wälder und Seen im Osten, bot sich den Stämmen doch bedeutend mehr Großwild (Gabelböcke, Wapiti, Weißwedelhirsche, Maultierhirsche) und besonders Bisons als Nahrungsgrundlage.
Zwischen 1730 und 1740 erreichten die ersten französischen Händler die Dörfer der Mandan und Hidatsa und begannen (verstärkt nach der Errichtung von Fort Souris und Brandon House an der Mündung des Souris River in den Assiniboine River) mit diesen direkt zu handeln, was die Cree und ihre Verbündeten in ihrer Stellung als Zwischenhändler auf den Plains in Frage stellte. Die Mandan und Hidatsa tauschten Wolfsfelle und Fuchsfelle, Biberpelze, Bisonhäute, Fleisch, Mais, Hunde sowie kriegsgefangene indianische Frauen (oft verächtlich Squaws genannt) gegen Gewehre, Munition, Pulver, Tabak, Äxte, Messer, Ahlen, Meißel und sog. Luxusartikel, wie billige Perlen und Glaskugeln. Hunde waren besonders im Winter in den angrenzenden nördlichen Wäldern und Rocky Mountains als Transporttiere nützlich und zudem in der Haltung billiger als Pferde. Von nun an häuften sich die Überfälle der Assiniboine und Cree auf die Mandan und Hidatsa, um an Pferde zu gelangen und Frauen zu rauben – sowie den Handel mit den Europäern so stark wie möglich zu stören und zu hintertreiben.
Die französischen Händler oder Voyageurs und Waldläufer (franz.: Coureurs des bois) kauften die jungen indianischen Frauen und heirateten diese, wobei ihre indianischen Frauen oft als Fürsprecher und Übersetzer im Kontakt mit ihren Stämmen sowie den benachbarten Stämmen auftraten. Aus diesen Verbindungen bildeten sich verschiedene Gruppen der Métis (neben französischer, auch englischer und schottischer Herkunft) und bildeten alsbald unabhängige indigene Ethnien, die ab ca. 1800 eine wichtige Rolle im Pelzhandel und insbesondere in der Versorgung der Forts und Handelsposten mit Nahrungsmitteln sowie Pemmikan, als auch deren militärischer Sicherung gegen feindliche indianische Stämme übernahmen. Wichtige Persönlichkeiten sowie manch berühmte Häuptlingsfamilien (Cayen dit Boudreau, Piche, Cardinal, George Sutherland, Belanger) der Nehiyaw-Pwat waren kulturell zwar Indianer, ethnisch jedoch Métis (in Cree: ᐋᐱᐦᑕᐃᐧᑯᓯᓵᐣ, Âpihtawikosisân, Apihtawikosisan).

### Zusammenbruch der Allianz mit den Blackfoot und Konkurrenz auf den Plains
Die Abhängigkeit der Blackfoot-Konföderation von den Nehiyaw-Pwat endete, als mit dem Ende des Siebenjährigen Krieges in Nordamerika (1754–1763) des letzten Franzosen- und Indianerkrieges, die frankokanadische North West Company und anglokanadische Hudson’s Bay Company begannen, Handelsposten westwärts entlang des Red River Valley, des Assiniboine River sowie des Saskatchewan River zu errichten. 1774 wurde Cumberland House am Unteren Saskatchewan River, 1777 Hudson’s House und 1795 Edmonton House (in Cree: Amiskwāciwakahikan – „Beaver Hills House“) am North Saskatchewan River und 1799 Rocky Mountain House und Acton House am Zusammenfluss des Clearwater River und North Saskatchewan River – diese neuen Posten befanden sich entweder am östlichen Rand oder mitten im Gebiet der Blackfoot und Gros Ventre.
Die Cree und Assiniboine verloren somit ihre Position als Zwischenhändler zwischen der Blackfoot-Konföderation und den Handelsstationen. Die Blackfoot und ihre Verbündeten waren nun nicht mehr darauf angewiesen ihnen Pferde, Pelze und Bisonfleisch im Tausch zu den durch den Zwischenhandel teuren Gütern der Weißen zu geben. Der Prozess der Entfremdung wurde zudem beschleunigt, als die traditionelle Quelle der Cree und Assiniboine für Pferde, die Hidatsa und Mandan (in Cree: K'ôtasiskîwikamikôwak, Kotasiakikamikowuk – „Volk, das in Lehmhäusern wohnt“) im Missouri River Valley durch Pocken- und Choleraepidemien stark dezimiert, nicht mehr länger in der Lage waren, Pferde in ausreichender Menge zu liefern. Zudem hatten die Blackfoot (ausgestattet mit Cree- und Assiniboine-Gewehren) zusammen mit den weiter westwärts wandernden Plains Cree und Plains Assiniboine die Shoshone und Arapaho aus dem Gebiet des South Saskatchewan Rivers (in Cree: Wawaskesiw Sipi – „Wapiti-Fluss“) südwärts nach Wyoming und Idaho von den Nordwestlichen Plains erfolgreich vertrieben.
Die Pocken-Epidemie von 1780 bis 1781 schwächte auch die Nehiyaw-Pwat sehr – ganze Gruppen der Südlichen Assiniboine wurden ausgelöscht und mussten neu organisiert und stabilisiert werden. Die Plains Cree (von denen Schätzungen nach vielleicht die Hälfte der Seuche erlagen) konnten zwar zusammen mit den Plains Ojibwa das Machtgleichgewicht das durch die Vernichtung großer Teile der südlichen Gruppen der Plains Assiniboine bedroht war, wiederherstellen – doch die Assiniboine, deren Population sich zwar teilweise erholte, konnten ihre alte Machtstellung nie wiederherstellen. Die Pocken-Epidemie hatte aber den europäischen Händlern klargemacht, dass sie, im Angesicht der augenblicklichen Schwäche der Nehiyaw-Pwat, direkten Kontakt zu den weiter westwärts lebenden Plains- und Plateau-Stämmen aufnehmen (und hierfür die Blackfoot-Konföderation als Partner gewinnen) mussten.
Doch durch die vermehrten Handelskontakte kam es immer wieder zu schweren Epidemien unter den Stämmen, die oft auf Jahre hinaus den Pelzhandel zusammenbrechen ließen. 1835 sollte sich eine entlang des Athabasca und Peace River ausbrechende Grippe-Epidemie als mindestens ebenso katastrophal auswirken, der viele Wood Stoney, Woodland Assiniboine und Woodland Cree im Norden zum Opfer fielen. 1838 folgte eine ebenso heftige Epidemie, sodass die Zahl der Plains Cree wohl um fünf Sechstel, wenn nicht mehr, zurückging. Um 1780 gab es gemäß Schätzungen zwischen 6.000 und 10.000 Assiniboine; zwischen 1836 und 1839 starben rund 4.000 Stammesangehörige (zwischen der Hälfte und zwei Drittel) an den Pocken.
Da immer mehr Cree- und Assiniboine-Gruppen westwärts auf die Plains zogen (die im Osten aufgegebenen Gebiete besiedelten die mit ihnen verbündeten Plains Ojibwa) und der gemeinsame Feind, die Shoshone und Arapaho, fehlte, begann um 1800 eine lange Phase scharfer Konkurrenz, die häufig militärisch eskalierte. Dies hing neben dem Pelzhandel damit zusammen, dass beide Gruppen nach etwa 1730 ihre Lebensweise auf das Pferd eingestellt hatten, das sie als Reit-, Jagd- und Transporttier einsetzten und somit die ausreichende Versorgung mit Pferden um die Jahrhundertmitte zur Existenzfrage wurde. Daher knüpften die Cree Kontakte mit den Flathead (in Cree: ᓇᐸᑭᐢᑎᑳᐧᐣ, Napakistikwân, Napakstigweu, Napakictigwanuk) und verbündeten sich mit den Absarokee (Crow) (in Cree: ᑳᐦᑳᑭᐊᐧᒋᔨᓂᐤ, Kâhkâkiwaciyiniw, Kâhkâkiwaciyin) im heutigen Montana, die zunächst Pferde von Spaniern bezogen, aber auch verwilderte Pferde einfingen und bald selbst züchteten. Da aber diese beiden Stämme bereits erbitterte Feinde der Blackfoot waren, zerbrach die Cree-Assiniboine-Blackfoot-Allianz, und es kam zu erbitterten Kämpfen. Pferdediebstahl war in dieser Phase nicht nur ein Beweis des Mutes, sondern oftmals ein verzweifelter Beitrag zum Überleben, denn viele ethnische Gruppen konkurrierten um die Jagd in den Graslandschaften. Bereits Anfang des 18. Jahrhunderts hatten die Cree, vermittelt durch die Mountain Stoney, mit den Secwepemc (engl. Shuswap, in Cree: Siwap Wi Iniwak – „Liebreizendes, freundliches Volk“) und Kutenai (in Cree: Kutuna-hew) Frieden geschlossen und sie in das große Netzwerk der Cree-Konföderation (Nehiyaw-Pwat) eingegliedert. Besonders stark hatten die mit den Blackfoot verbündeten pferdereichen Gros Ventre (in Cree: ᐹᐃᐧᐢᑎᑯᐃᐧᔨᓂᐤ, Pâwistikowiyiniwak) – „Volk an den Stromschnellen“, auch als Niya Wati Inew, Naywattamee – „They Live in Holes People“ bekannt, unter den Raub- und Kriegszügen der Cree und Assiniboine zu leiden, da sie ihre Wohngebiete entlang der Saskatchewan River Forks (dem Zusammenfluss von North und South Saskatchewan River) hatten und als erste den mit Gewehren bewaffneten Angriffen standhalten mussten. Als Vergeltung für die Versorgung ihrer Feinde mit Waffen griffen die Gros Ventre 1793 die Niederlassung der Hudson’s Bay Company in South Branch House am South Saskatchewan River nahe der heutigen Stadt St. Louis an und brannten sie nieder. Anschließend zog der Stamm südwärts an den Milk River in Montana und verband sich mit den ebenfalls nach Südwesten ausgewichenen Blackfoot. Das Gebiet zwischen dem North Saskatchewan River und Battle River (der Name leitet sich von den Krieg zwischen den beiden Gruppen her) wurde zur Grenze der nun verfeindeten Stammesallianzen.
Zwischen 1790 und 1850 befanden sich die Cree (Plains Cree und Woodland Cree) sowie ihre Verbündeten, die Assiniboine, Stoney, Plains Ojibwa (auch als Saulteaux bekannt) und Métis auf dem Höhepunkt ihrer Macht – sie konnten erfolgreich ihre Gebiete gegenüber den Sioux (Lakota, Nakota und Dakota) und der Konföderation der Blackfoot (Siksika, Piegan, Kainai, Inuk`sik, Gros Ventre, Sarcee) behaupten. Hierbei drangen sie immer weiter ins Territorium der Blackfoot-Konföderation vor, sodass sich die Piegan (in Cree: ᐲᑲᓄᐃᐧᔨᓂᐤ, Pîkanowiyiniw, Pîkanowînaw) gezwungen sahen, in die Region des Missouri River (in Cree: Pikano Sipi – „Schlammiger, trüber Fluss“) auszuweichen, die Kainai (in Cree: ᒥᐦᑯᐃᐧᔨᓂᐤ, Mihkowiyiniw -„die mit Blut befleckten“, d. h. die „Blutrünstigen, Grausamen“, daher im engl. oft als Blood bezeichnet) zogen sich bis zum Bow River und Belly River zurück; einzig die Siksika (in Cree: ᑲᐢᑭᑌᐊᐧᔭᓯᐟ, Kaskitêwayasit) konnten ihre Gebiete entlang des Red Deer River (ᒥᐦᑳᐧᑲᒦᐤ ᓰᐱᕀ, Mihkwâkamîw-sîpiy) verteidigen. Gegen 1870 zerbrach das Bündnis mit den Blackfoot, und die Gros Ventre mussten bei ihren einstigen Feinden, den südlichen Assiniboine, Schutz suchen.

### Cree-Konföderation (Nehiyaw-Pwat)
Die Plains Cree bildeten zusammen mit den Assiniboine und Stoney und den Plains Ojibwa (oft als Saulteaux bezeichnet, daher von den Cree Soto genannt) die Nehiyaw-Pwat oder Cree-Konföderation. Mit der Expansion der Cree nach Norden, Westen und Südwesten integrierten sie größere Gruppen von Irokesen, Chipewyan, Daneẕaa (Dunneza – „The real (prototypical) people“ – „das wahre, prototypische Volk“), Kutenai, Flathead und später Gros Ventre in ihre lokalen Gruppen (engl. bands). Lose verbündet mit dieser Stammeskonföderation waren benachbarte Stämme (Kutenai und Secwepemc) oder indianische Handelspartner (Nez Percé, Flathead), die jedoch politisch unabhängig waren.
Die verschiedenen Cree-, Assiniboine-, Stoney- und Ojibwa-Gruppen der Nehiyaw-Pwat heirateten oft untereinander oder gingen Allianzen ein, die durch Familienbande gestärkt wurden – so dass fast jede Gruppe der Iron Confederacy ethnisch und sprachlich gemischter Herkunft war. Viele Gruppen waren nur noch nominell (dem Namen nach) Cree („Nehiyaw“), Nakoda („Pwat-sak“ – „Assiniboine“ – „Stoney“) oder Plains Ojibwa („Soto“), da sie von Außenstehenden oft ethnisch und politisch nicht voneinander zu unterscheiden waren.
So wurden die Wadopahnatonwan der Assiniboine von den Amerikanern in Fort Union am Oberen Missouri als Nakoda (sprich Assiniboine) identifiziert, zugleich im kanadischen Fort Edmonton (früher „Edmonton House“) als Cree und später südliche Splittergruppen wiederum als Chippewa (sprich „Ojibwa“) bezeichnet. Zudem identifizierten sich mehrere Gruppen der Assiniboine später als Cree und übernahmen die Cree-Sprache als Muttersprache, so z. B. die später als Calling River / Qu’Appelle Cree (Kitopwe Sipi Wi Iniwak) bezeichneten Gruppen. Besonders sind hier die Sahiyaiyeskabi („Cree-Sprecher“) der Assiniboine genannt, die besser als Cree-Assiniboine / Young Dogs (Nehiyaw-Pwat, Nēhiyawi-pwātak) bekannt sind und heute allgemein zu den „Downstream People“ der Cree gezählt werden. Kompliziert wurde die Angelegenheit zudem hierdurch, dass sich einzelne regionale Unterstämme einer Großgruppe oft als „Cree“, „Nakoda“ oder „Soto“ bezeichneten, da sich die Mehrheit ihrer Lokalgruppen als zu je diesen Gruppen nominell zugehörig fühlten. So gab es z. B. die ethnisch und sprachlich gemischte Großgruppe der Asini Wachi Wi Iniwak („Volk, das entlang der Berge lebt“), die wiederum regionale Unterstämme umfasste, die sich primär als Cree (Asini Wachi Nehiyawak – Cree, die entlang der Berge leben, die Assiniboine nannten sie Sahiya Ye Xa Yabine – Cree, die in den Bergen wohnen) oder primär als Assiniboine- und Stoney (Ye Xa Yabine oder Hebina Assiniboine – Berg-Volk, die Cree nannten sie Asini Pwat-sak) begriffen.
Die Cree („Nehiyaw“) und Assiniboine („Pwat-sak“) repräsentierten die Mehrheit, gefolgt von den Ojibwa („Soto“) sowie kleineren Gruppen benachbarter Stämme (Chipewyan, Daneẕaa, Kutenai, Flathead, Secwepemc) sowie indianischen Händlern im Nordwesten, die sich ethnisch zu den Irokesen zählten. Generell waren die südlich auf den Plains lebenden Gruppen tendenziell überwiegend nominell Nakoda, die östlichen und südöstlichen Gruppen nominell Soto und die nördlichen sowie nordwestlichen Gruppen nominell Cree. Diese Bezeichnungen sagten meist wenig über die ethnische und sprachliche Identität und Herkunft der so bezeichneten Gruppen aus – es gab sogar, besonders im Nordwesten und später im Südosten, Gruppen der Nakoda und Soto, die ursprünglich Secwepemc, Kutenai, Daneẕaa oder gar Métis waren.

### Das Verschwinden der Bisons
Die Cree lebten ebenso wie die Blackfoot von der Jagd auf den Amerikanischen Bison, der fälschlich oft als Büffel bezeichnet wird. Doch aus verschiedenen Gründen ging ihre Zahl immer mehr zurück, und die Jäger folgten ihrer Beute, die sich ab etwa 1850 fast nur noch auf dem Gebiet der Blackfoot fand. 1870 begannen die Cree einen letzten Versuch, ihrer Beute habhaft zu werden, indem sie einen Krieg begannen. Sie hofften, die von Pocken geschwächten Gegner besiegen zu können und griffen ein Lager bei Fort Whoop-Up an. Doch unterlagen sie in der Schlacht (nahe Lethbridge) und verloren über 300 Krieger. Im nächsten Winter zwang sie der Hunger zu Verhandlungen mit ihren Gegnern, mit denen sie Frieden schlossen, und auch mit dem 1867 gegründeten Kanada traten sie in Verhandlungen. Sie mussten ihren Lebensstil aufgeben und Bauern werden, doch forderten sie Hilfe beim Übergang und wollten nur unter dieser Bedingung weiße Siedler akzeptieren.
In den Jahren 1874 bis 1876 schlossen Kanada und die Cree mehrere der so genannten Numbered Treaties, genauer gesagt die Verträge mit den Nummern 4, 5 und 6. Noch bis etwa 1880 versuchten kleine Gruppen weiterhin von der Bisonjagd zu leben, und zogen dazu bis nach Montana, doch sie sammelten sich ausgehungert um die Forts, nachdem die letzten Bisons verschwunden waren. Edgar Dewdney, der zuständige Commissioner of Indian Affairs, nutzte die Gelegenheit, den Cree zu verdeutlichen, dass sie keine Autonomie mehr besaßen und zwang sie durch Zurückhalten der Notrationen, sich seiner Interpretation der Verträge zu beugen. Mit dem Aufstand der Métis von 1885 entstand aus sporadischen Plünderungen eine Rebellion, die aber gegen die kanadischen Truppen ohne Aussicht auf Erfolg war.

### Besiedlung, Verdrängung, Assimilation
Zahllose Prozesse der Assimilation oder Verdrängung durch die rapide anwachsende Zahl der Siedler, bis hin zum völligen Vergessen der Geschichte der Cree-Gruppen, gingen vonstatten. Dabei begannen die Siedler bereits eine erhebliche Rolle in der Entstehung einer öffentlichen Meinung zu spielen. Mehrere Jahre nachdem sich Häuptling Papasschayo 1877 bereit erklärt hatte, für seinen Stamm von 241 Menschen das Papaschase Reserve Number 136 nahe Edmonton, rund 6 km südlich des North Saskatchewan River zu akzeptieren, verlangten die Einwanderer einen Abzug der Ureinwohner. Hierbei spielte die lokale Zeitung, The Bulletin, eine wichtige Rolle. Herausgeber dieser Zeitung war Frank Oliver. Er hatte zuvor für die Winnipeg Free Press gearbeitet und zog 1876 nach Edmonton, wo er ab 1880 seine eigene Zeitung herausbrachte. Dort machte sich die Tatsache bemerkbar, dass das Monopol der Hudson’s Bay Company 1869 beendet worden war, und dass Wettbewerb und der Druck der Siedler zunahmen. Letztere verbanden sich in einer Lobbyistengruppe, dem Edmonton Settlers' Rights Movement, das sich gegen jede Beschränkung durch Verträge wehrte. Oliver und seine Gruppe verlangten die Umsiedlung der ihrer Meinung nach zu nahe an Edmonton lebenden Indianer.
Dabei nutzte er alle Stereotype gegen sie und lancierte sie über sein Bulletin. Er erklärte den Stamm für eine fragwürdige Gruppe von „Halbbluten“, geführt von einem Häuptling und sechs oder sieben seiner „faulen Brüder“, dazu alte Squaws, die um die Forts herumlungerten. Obwohl er am 30. September 1882 den legalen Anspruch des Stammes auf sein Reservat akzeptierte, versuchte er mit dem Argument der Siedlungsbehinderung, des wirtschaftlichen und moralischen Schadens, und unterschwellig der Minderwertigkeit der Indianer die Stimmung so sehr anzuheizen, dass rechtliche Argumente ins Hintertreffen gerieten. Speziell die Papaschase diffamierte er, indem er ihnen unterstellte, gar keine Indianer zu sein, sondern nur in den Genuss der Vorzüge staatlicher Alimentation gelangen zu wollen. 1883 wurde Frank Oliver in den North West Territories Council gewählt und gehörte 1888 bis 1896 der daraus hervorgegangenen Gesetzgebenden Versammlung an. 1905 wurde er zum Innenminister erhoben. Nun konnte Oliver mit erheblich größeren Machtmitteln gegen die angeblich übertrieben großen Reservate vorgehen und Druck auf die Stämme ausüben, Land herauszugeben oder gleich umzusiedeln. 1911 wurde das Indianergesetz durch eine Bestimmung ergänzt, die die Enteignung von Reservatsland zugunsten öffentlicher Bauten gestattete.
Noch 1883 beschwerte sich Pater Scollen im Namen des Stammes in einem Schreiben an den Premierminister, die kanadische Regierung wolle den Stamm durch Hunger ausrotten. In dieser verzweifelten Situation akzeptierten viele Cree das so genannte Scrip, das den „Mischlingen“ gestattete, Land zu bekommen wie die Weißen. Der zuständige Agent akzeptierte aber auch Anträge von Treaty Indians, also von Indianern, die einen der Verträge unterschrieben hatten und die sicher keine Métis waren, wie es das Gesetz vorschrieb. Es handelte sich dabei allein von Juni bis Juli 1885 um 202 Anträge. Den meisten blieb nichts anderes übrig, als ihr Scrip gleich gegen Lebensmittel zu verkaufen. Die Papaschase gaben 1888 ihr Reservat auf, in dem sie ohne Nahrungsmittel und staatliche Hilfe nicht leben konnten. 2001 forderten sie ihr Gebiet zurück.

### Der Aufstand von 1885: Big Bear, Poundmaker, Wandering Spirit

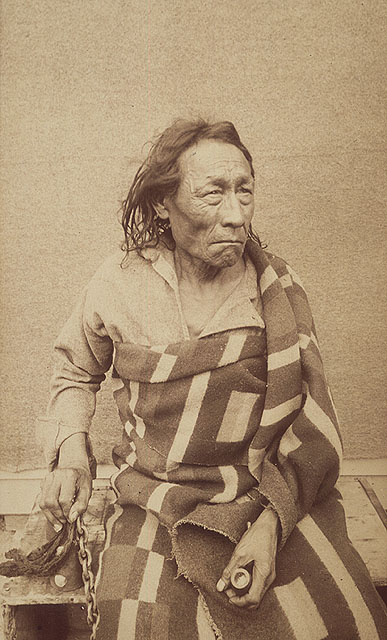
Häuptling Mistahimaskwa (Big Bear), 1885

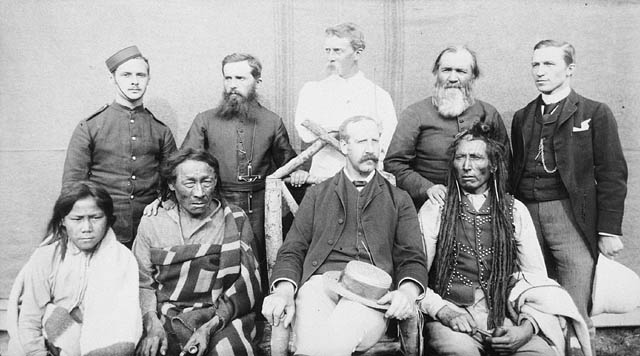
Poundmaker, Big Bear nebst Sohn, Pater Andre, Pater Conchin, Chief Stewart, Captain Deane, Robertson und der Gerichtsdolmetscher, O.B. Buell, in North-West Mounted Police Barracks, Regina, 1885

Die Cree am Frog Lake im Osten des District of Saskatchewan, der heute zu Alberta gehört, erhoben sich unter ihrem Häuptling Mistahimaskwa (Big Bear), um gegen das Zurückhalten ihrer Lebensmittel zu protestieren. Mit diesen hoffte Edgar Dewdney, der für Indianerangelegenheiten zuständig war, die Cree unter Druck setzen zu können, damit sie sich nicht dem Aufstand der Métis anschlossen. Am 1. April 1885 wurden jedoch neun Menschen Opfer eines Massakers unter Führung des Cree-Kriegers Wandering Spirit am Frog Lake, und der Stamm bedrohte Fort Pitt.
Der leitende Inspector Francis Dickens, Sohn von Charles Dickens, musste den Posten aufgeben und sich nach Battleford zurückziehen. Eine andere Cree-Gruppe unter Häuptling Pitikwahanapiwiyin (Poundmaker) beunruhigte wiederum diese Gegend, sodass die Regierung einen allgemeinen Aufstand fürchtete. Lieutenant Colonel Otter versuchte entgegen dem Befehl den Ort zu entsetzen, doch unterlag er in einem Gefecht am Cut Knife Hill am 2. Mai 1885. Doch nachdem die Métis nach der Schlacht bei Batoche unterlegen waren, ergab sich auch Poundmaker am 25. Mai.
Eine dritte kanadische Einheit zog gegen Big Bear in der Gegend um den Frog Lake. Es kam zu einem Gefecht bei Frenchman’s Butte gegen die Leute von Wandering Spirit, dem es nicht gelungen war, den Abfall der Wood Cree zu verhindern. Big Bear wiederum war es nicht gelungen, seine Truppen mit Poundmaker zu vereinigen. Trotz eines Sieges musste Big Bear sich nordwärts Richtung Beaver River zurückziehen. In der Nähe von Loon Lake kam es am Rat Foot Creek (Steele Narrows) zu einem kurzen Gefecht. Schließlich musste Big Bear am 2. Juli in Fort Carlton aufgeben. Einige der Gefangenen wie Wandering Spirit, wurden nicht als Kriegsgegner behandelt, sondern als Verbrecher hingerichtet.

### Der Norden der Provinz Quebec
Das gigantische Baie-James-Wasserkraftprojekt mit Stauseen von über 15.000 km² betrachteten die rund 7.000 Cree und 4.500 Inuit, die an der Bucht und in Nord-Québec lebten, als Bedrohung ihrer auf Jagd und Fallenstellerei beruhenden Lebensweise in ihrem rund eine Million km² umfassenden Gebiet. Ein Aufsehen erregender Prozess – ein Urteil, das die Quebec Association of Indians vor Gericht erwirkt hatte, wurde vom Appellationsgerichtshof der Provinz widerrufen – mündete 1975 im Abkommen der Baie James und des Quebecer Nordens. Einen ähnlichen Vertrag schlossen drei Jahre später die rund 500 Naskapi. Seit 1974 hatte sich der Grand Council of the Crees, ein Stammesrat, der neun Stämme aus dem Norden Quebecs repräsentierte, dafür eingesetzt. 1984 wurden die indigenen Völker aus der Vormundschaft des Indianerministeriums formal entlassen, und sie besitzen seitdem alle Rechte der kanadischen Gebietskörperschaften; sie dürfen also Verträge schließen, Verordnungen erlassen, Ortspolizeidienststellen unterhalten, ein eigenes Budget verwalten und Anteile an Unternehmen besitzen. Wie jede Gemeinde bestimmen sie die Flächennutzung und können zudem Nichtangehörigen den Zugang zu ihrem Territorium verweigern.
Am Ende weiterer, zäher Verhandlungen unterzeichneten die Cree und Inuit 1991 einen Vertrag, der Kanada die Nutzung der Wasserkraft zugestand (aus der ca. drei Fünftel der Elektrizität Kanadas gewonnen wird) – gegen Kompensationszahlungen und Selbstverwaltungsrechte in einem Teil des Konventionsgebiets. Innerhalb eines Kerngebiets (etwa 1,3 % der Fläche, also ca. 14.000 km²), dem Gebiet ihrer neun Siedlungen, erhielten die Cree das alleinige Nutzungsrecht. In weiteren Gebieten hatten sie exklusive Jagd- und Fischrechte. Die Provinz kann Teile dieser Gebiete für Entwicklungsprojekte in Anspruch nehmen, muss aber Ersatzland oder Entschädigung leisten. Die Cree sind hier paritätisch an allen Entscheidungen beteiligt. Doch in rund 85 % des Vertragsgebiets haben sie nur einige Jagdprivilegien.
Im Kerngebiet bieten sich Beschäftigungsmöglichkeiten in der Verwaltung und in der Wirtschaft, vom Gesundheitswesen über den Umweltschutz und zur Förderung der Jagdtraditionen bis zum Betrieb der Fluggesellschaft Air Creebec. Ein Programm garantiert allen Cree-Jägern ein festes Einkommen unter der Bedingung, dass sie mindestens 90 Tage pro Jahr der traditionellen Jagd nachgehen.
Das seit den späten 1970er Jahren aufgebaute Schulsystem vermittelt Sprache und Kultur der Cree. Erste Sprache ist Cree bzw. Nehiyawewina (ᓀᐦᐃᔭᐁᐧᐃᐧᐣ), später stehen Quebecer Französisch (ᐁᐧᒥᐢᑎᑰᓰᒧᐃᐧᐣ, Wêmistikôsîmowin) und Canadian English (ᐋᑲᔮᓯᒧᐃᐧᐣ,Âkayâsimowin) zur Wahl. Die Cree-Sprache hat eine eigene Silbenschrift (ᓀᐦᐃᔭᐤ ᒐᐦᑭᐯᐊᐧᓯᓇᐦᐃᑫᐃᐧᐣ, Nehiyaw Cahkipewasinahikewin, auch: Nehiyawasinahikewin – „Schreiben mittels Cree-Silbenschrift“, die dem Abugida-Prinzip folgt, auch Alphasyllabar genannt), die als Grundlage zum Aufbau von Silbenschriften vieler indigener Sprachen Kanadas diente. Zahlreiche Orte führen inzwischen (wieder) Cree-Namen, die Ortsschilder, Verkehrsschilder, Zeitschriften in den Reservaten sind heute oftmals in den beiden regionalen Varianten der Cree-Silbenschrift wiedergegeben. Die „Östliche Cree-Silbenschrift (Syllabics)“ wird für alle Cree-Dialekete von Moosonee, Ontario bis nach Kawawachikamach an der Quebec-Labrador-Grenze, die eine Silbenschrift nutzen, gebraucht: „East Cree/(Eastern) James Bay Cree“, „Moose Cree“ sowie das „Naskapi“ (der östlichste Cree-Dialekt). Ungefähr westlich der Manitoba-Ontario-Grenze werden die Dialekte „Plains Cree“, „Woods Cree“ und westliche Varianten des „Swampy Cree“ sowie einige Cree-Dialekte der USA mittels der „Westlichen Cree-Silbenschrift (Syllabics)“ wiedergegeben.
Die meisten Organisationen der Cree wurden von Val-d’Or in das Baie-James-Gebiet verlegt. Seit 1993 existiert das Nachrichtenmagazin The Nation, ein wichtiges regionales Diskursforum.
Zugleich wenden sich die Cree gegen den Quebecer Separatismus, weil sie fürchten, die Zuwanderung frankophoner Kanadier in den Norden könnte in einem unabhängigen Staat Québec zu ihren Lasten gefördert werden. Sie fürchten eine „ethnische Besetzung“. In einem eigenen Referendum sprachen sich 95 % der Quebecer Cree für ein Verbleiben bei Kanada aus.
Diese Befürchtungen sind insofern begründet, als mit dem 1986 angekündigten Great Whale Project, bei dem fünf Flüsse, die in die Hudson Bay münden, aufgestaut und umgeleitet werden, rund 3.500 km² Cree-Land überschwemmt werden sollten. Der Strom sollte vor allem in die USA exportiert werden. 1991 ruderten Cree in Kanus bis nach New York, um dort als Lobbyisten auf die Abnehmer einzuwirken. 1994 gab die Provinz Quebec das Projekt auf, gegen das auch Umweltschützer protestiert hatten.

### Aktuelle Situation
Bei allen Fortschritten zeigt sich hier jedoch ein grundlegendes Problem: Die Zersplitterung und Individualisierung schreitet voran, eine Entwicklung, die 1994 zur Einberufung einer Sonderversammlung des Stammes führte. Außerdem hat die Gesellschaft der Cree in den Jahrzehnten zunehmender Eigenständigkeit eine Umstrukturierung erlebt, die eine neue Führungsschicht hervorgebracht hat, die die Verwaltung dominiert. Daneben existieren weiterhin die der traditionellen Jagd nachgehenden Familien, dazu die Jungen, deren Zahl schnell wächst, die aber weder in der einen noch in der anderen Gruppe ausreichend vertreten sind. Der erste indianische Vizegouverneur Kanadas, James Bartleman von Ontario (2002–07), wandte dieser Gruppe seine Aufmerksamkeit zu. Er sammelte für die Schulen über eine Million gebrauchte Bücher, förderte Schreib- und Lesefähigkeit und brachte ihre Probleme verstärkt ins öffentliche Bewusstsein.
Dazu kommt, dass das auslösende Projekt, das gigantische Baie-James-Wasserkraftprojekt, mittlerweile kritischer betrachtet wird. In der Schlussphase (seit 2007) wurde der Rivière Rupert weitgehend umgeleitet, ein Projekt, gegen das sich der 2005 gewählte Grand Chief of the Crees of Quebec, Matthew Mukash gewandt hat. Damit stellt er die Abmachung von 2002, die als Paix des Braves bekannt wurde, in Frage, und fordert die Förderung von Windkraftanlagen.

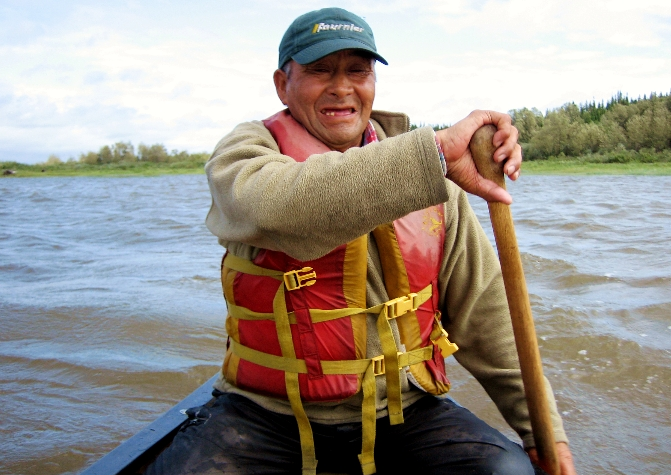
Cree, Old Nemaska

In einer anderen Hinsicht geraten inzwischen Provinz-, Bundes- und Reservatsgesetze in Konflikt, eine Auseinandersetzung, die in den USA bereits die mediale Öffentlichkeit erreicht hat. Hierbei geht es um die Kasinos, die dort unter erheblichen steuerlichen Erleichterungen prosperieren und längst zu einem Milliardengeschäft geworden sind. Doch ist dies nicht der strittige Punkt, sondern die Verteilung der Mittel und die „Vergiftung“ der Mentalität durch Profitdenken und Stammesegoismen.
Da die Verträge mit Kanada und der Provinz entsprechende Deutungen zulassen, akzeptieren die Cree nicht mehr alle Gesetze. So gilt seit dem 1. Januar ein Rauchverbot, das aber die Enoch Cree First Nation in ihrem Casino nicht einhalten will. Häuptling Ron Morin ist der Ansicht, das Casino stehe auf Bundesland und unterliege damit nicht der Gesetzgebung der Provinz. Ähnlich wollen die Besitzer des Grey Eagle Casinos auf dem Land der Tsuu T'ina südwestlich von Calgary verfahren.
Der Streit um die natürlichen Ressourcen setzt sich kaum vermindert fort. Jüngstes Beispiel ist die Auseinandersetzung um einen wichtigen borealen Urwald der Provinz Québec, den Broadback Valley Forest.

## Häuptlinge der Cree
- Mistawasis (ᒥᐢᑕᐋᐧᓯᐢ (Mistawâsis) - „Big Child“, wörtlich: „großes Kind“, auch bekannt als Pierre Belanger), Häuptling der Parklands / Willow Cree der Plains Cree (* um 1813, war der einflussreichste Häuptling unter den Bands der House Cree, versorgte 1852–1854 Fort Carlton mit Bisonfleisch und Pemmican, erwarb sich in seiner Jugend durch immerwährende kriegerische Auseinandersetzungen den Respekt von Crowfoot, dem Häuptling der Siksika, die feindlichen Blackfoot nannten Mistawasis respektvoll „The Iron Buffalo of the Plains“)[20]
- Ahtahkakoop (Atāhkakohp – „Starblanket“), Häuptling der House Cree der Plains Cree (* um 1815-16 im Gebiet des Saskatchewan River, wurde bald ein respektierter Häuptling und als Taktiker im Krieg berühmt; während seiner Jugend und seinem Aufstieg zum Häuptling gab es noch riesige Bisonherden in den Nördlichen Plains und Parklands, um die dort wandernden Plains Cree zu ernähren, gegen 1860 verschwanden die Bisonherden durch den immerwährenden Zustrom von weißen Siedlern rapide, so dass Häuptling Ahtahkakoop sich gezwungen sah – um das Überleben seiner Band zu sichern – seine traditionelle und freiheitliche Lebensweise aufzugeben und mit der Regierung zu einem Ausgleich zu gelangen; zusammen mit seinem Cousin, Häuptling Mistawasis, unterzeichnete er 1876 daher Vertrag Nr. 6 in Fort Carlton, in dem er zustimmte, seine Band, die sog. „Sandy Lake Indian Band“, in ein Reservat in der Nähe des heutigen Prince Albert zu führen; er starb am 4. Dezember 1896 im Alter von 81 Jahren)[21]
- Ahchuchhwahauhhatohapit (Ahchacoosacootacoopits oder Acāhkosa kā-otakohpit – „[One who has] Star[s for a ]blanket“, meist „Starblanket“),[22] Häuptling einer Gruppe der Calling River / Qu’Appelle Cree der Plains Cree (* um 1845 im unteren Qu’Appelle Valley, Sohn von Wapiimoosetoosus („White Calf“), seine Stammesgruppe war eng verbunden mit Ka Kichi Wi Winiwak unter Häuptling Kakeesheway („Laute Stimme“), enger Verbündeter von Payipwat / Piapot, dem Häuptling der Cree-Assiniboine oder Young Dogs; 1879, nach Verschwinden der Bisons, zog Ahchuchhwahauhhatohapit in ein Reservat in den File Hills des unteren Qu’Appelle Valley, † 1917 im Star Blanket-Reservat, Saskatchewan)[23]
- Payipwat (Payipwāt, Payipwât, Piapot – „Jener, der die Geheimnisse (Mysterien) der Sioux kennt“, auch bekannt als Hole in the Sioux, weiterer Cree-Name: Kisikawasan – „Flash in the Sky“; die Assiniboine nannten ihn: Maȟpíya Owáde Hókši – „Lightning In The Sky Boy“), Häuptling der Cree-Assiniboine oder Young Dogs mit großem Einfluss auf benachbarte Assiniboine, Downstream People, südliche Gruppen der Upstream People und Plains Ojibwa (* 1816 im heutigen südlichen Grenzgebiet Manitoba-Saskatchewan, als Kind von Sioux gekidnappt,[24] wurde er ca. 1830 von Plains Cree befreit, bedeutender Schamane,[25] einflussreichster Häuptling der gefürchteten Young Dogs,[26] überzeugte die Plains Cree nach Westen in die Cypress Hills zu expandieren,[27] weigerte sich aber am Überfall auf ein Kainai-Lager nahe dem heutigen Lethbridge, Alberta, teilzunehmen, daraufhin begnügten sich die Young Dogs und ihre Verbündeten mit den östlichen Cypress Hills bis zum Milk River, Montana, nahm an den Verhandlungen zum Vertrag Nr. 4 von 1874 nicht teil, den er und Cheekuk, der bedeutendste Häuptling der Plains Ojibwa im Qu’Appelle-Gebiet, am 9. September 1875 nur als vorläufigen Vertrag unterschrieben,[28] versuchte mit den River Cree-Häuptlingen Minahikosis („Little Pine“) und Mistahimaskwa („Big Bear“) eine Art Indianer-Territorium für alle Plains Cree, Plains Ojibwa und Assiniboine zu errichten – als Ottawa zögerte, bat er 1879-80, zusammen mit Kiwisünce (Cowessess – „Little Child“)[29] und den Assiniboine, um nebeneinander liegende Reservate in den Cypress Hills, Payipwat zog in ein Reservat ca. 37 Meilen nordöstlich von Fort Walsh, Minahikosis („Little Pine“) und Papewes („Lucky Man“) baten erfolgreich um Reservate nahe den Assiniboine oder Payipwat – dies ermöglichte es den Cree und Assiniboine zusammen ihre Autonomie zu wahren – da sie 1881 nach Montana auf Bisonjagd zogen, Absarokee-Pferde stahlen und angeblich Vieh töteten, nahm die US-Armee sie gefangen, entwaffnete und eskortierte sie zurück nach Kanada – nun unbewaffnet, wurden ihnen die Rationen verweigert, bis die Cree und Assiniboine ihre Ansprüche auf die Cypress Hills aufgaben und nach Norden zogen – in den folgenden Jahren wechselten die Reservate noch mehrfach und die Stämme versuchten bis zur Nordwest-Rebellion 1885 wiederholt ein Indianerterritorium zu errichten, unter starker Bewachung blieb Payipwat bis zu seinem Tod ein bedeutender spiritueller Führer, Ottawa setzte daher Payipwat am 15. April 1902 als Häuptling ab, † April 1908 im Piapot-Reservat, Saskatchewan)[30]
- Kee-a-kee-ka-sa-coo-way („The Man Who gives the War Whoop“), Häuptling der Plains Cree (war Mitte des 19. Jahrhunderts der führende Häuptling der Plains Cree, hatte auch eine große Gefolgschaft unter den Plains Ojibwa, rund um Fort Pitt, sein Unterhäuptling war Mukitou (Black Powder), der Vater von Mistahimaskwa)
- Mistahi-maskwa (Mistihui'muskwa, Mistahimusqua - „Großer Bär“, daher im Englischen und Französischen besser bekannt als Big Bear bzw. Gros Ours), Häuptling der Plains Cree (* um 1825 als Sohn des Ojibwa-Häuptlings Mukitou (Black Powder) in der Nähe des Jackfish Lake geboren, beherrschte er seine Muttersprache, das Cree, ebenso gut wie Ojibwe, führte den letzten Widerstand gegen die Zerstreuung der Cree auf zahlreiche Reservate und forderte ein großes Gesamtreservat. Ein Aufstand der jungen Krieger unter der Führung eines seiner Söhne zerstörte 1885 diese Pläne, † 17. Januar 1888 auf der Poundmaker-Reservation bei North Battleford in Saskatchewan)
- Kapapamahchakwew (Kā-papāmahcāhkwēw, Kapapa Machatiwe, Papamahchakwayo, franz.: Esprit Errant, besser bekannt als Wandering Spirit), Kriegshäuptling der Plains Cree unter Mistahimaskwa (* 1845 in der Nähe des Jackfish Lake, Saskatchewan, verübte am 2. April 1885 das sog. Frog-Lake-Massaker, tötete hierbei den Indianeragenten Thomas Quinn, sowie acht Weiße und einen Métis, ergab sich im Juli in Fort Pitt, wurde am 27. November 1885 in Battleford, Saskatchewan gehängt)[31]
- Kamiokisihkwew (Miyo Kisikaw – Fine Day),[32] Häuptling der Plains Cree (* 1850 im Battle River-Gebiet, † 193?, war ein Schamane und Kriegshäuptling unter Pitikwahanapiwiyin`s River Cree, während der Nordwest-Rebellion wurde Battleford von River Cree geplündert, daraufhin wurde Fine Day als Kriegshäuptling der Anführer im Aufstand, schlug die kanadische Armee in der Schlacht am Cut Knife, schloss sich später den Plains Cree unter Wikaskokiseyin (Sweet Grass) an, deren Häuptling er später wurde)
- Pitikwahanapiwiyin (Pîhtokahânapiwiyin – „Poundmaker“),[33][34] Häuptling der River Cree, einer Untergruppe der Plains Cree, (* ca. 1842 in der North Battleford-Region in Saskatchewan; Sohn von Sikakwayan („Skunk Skin“), einem Stoney-Schamanen und einer frankokanadischen Métisse, der Schwester von Mistawasis („Big Child“), war Häuptling einer Gruppe bestehend aus Angehörigen der Plains River Cree (Sīpīwininiwak-paskwāwiyiniwak), der Woods River Cree (Sīpīwininiwak-sakāwiyiniwak), Western Woodland Cree (Sakāwiyiniwak) und Stoney, wurde 1873 vom Siksika-Häuptling Crowfoot als Sohn adoptiert, lebte mehrere Jahre als Makoyi-koh-kin („Wolf Thin Legs“) bei den Siksika, kehrte zurück, wurde Berater des Häuptlings Pihew-kamihkosit („Red Pheasant“), war 1876 an den Verhandlungen zum Vertrag Nr. 6 beteiligt und ging 1879 in die Poundmaker-Reservation, später nahm er an der Belagerung von Battleford und der Schlacht am Cut Knife teil, † 4. Juli 1886 in Blackfoot Crossing, Alberta)[35]
- Wikaskokiseyin (ᐄᐧᐦᑲᐢᑯ ᑭᓭᔨᐣ (Wīhkasko-kisēyin), Wihaskokiseyin, Wee-kas-kookee-sey-yin, bekannt als Sweet Grass), Häuptling der Plains Cree (seine Mutter war eine gefangene Absarokee, als er aufwuchs wurde er auch als Apistchi-koimas – „Little Chief“ bezeichnet, unterzeichnete den Vertrag Nr. 6 am 9. September 1876 in Fort Pitt zusammen mit Woodland Cree, Chipewyan, manchen Plains Ojibwa (Saulteaux), nur ein Viertel der teilnehmenden Gruppen waren Plains Cree, während sein Nachfolger Häuptling Wah-wee-kah-oo-tah-mah-hote („Strike him on the Back“) den Vertrag Nr. 6 in Fort Carlton am 28. August 1876 zusammen mit den Willow Cree unterzeichnete, † 11. Januar 1877 bei einem Schussunfall auf den Plains, wahrscheinlich bei Saint-Paul-des-Cris, Alberta)[36]
- Peechee (Pisiw, meist Pesew – „Mountain Lion“ – „Berglöwe“, auch bekannt als Louis Piche), Häuptling der Asini Wachi Nehiyawak sowie später Oberhäuptling der Rocky/Mountain Cree (* um 1821, führte unter den Asini Wachi Wi Iniwak den katholischen Ritus ein, seine drei Söhne, Piyesew Chak, Keskayiwew („Bobtail“) und Ermineskin wurden ebenfalls bedeutende Häuptlinge, Pesew und sein älterer Sohn Piyesew Chak wurden während eines Glücksspielstreits 1843 getötet, zu seinen Schwiegersöhnen zählten die Häuptlinge Samson, Chiniki, Bearspaw, Capote Blank und Jacques Cardinal)[37]
- Sehkosowayanew (Sikosew Inew - „[Jener, mit der] Haut wie ein Hermelin“, daher im Englischen meist als Ermineskin bekannt[38], auch bekannt als Baptiste Piche), Häuptling der Bear Hills Cree der Plains Cree (Sohn von Pesew („Mountain Lion“), Schwager von Pitikwahanapiwiyin)[39]
- Keskayiwew (Kiskiyew, Kiskiyo – Bobtail, auch bekannt als Alexis Piche), Häuptling der Bear Hills Cree oder Maskwa Wachi-is Ininiwak, (Sohn von Pesew („Berglöwe“), Bruder von Ermineskin, wurde nach dem Tod seines älteren Bruders Häuptling, wurde statt Maskepetoon („Broken Arm“ – „Gebrochener Arm“) zum Oberhäuptling der Rocky Cree gewählt, später zum Oberhäuptling der Westliche Cree (Pakisimotan Wi Iniwak) und galt bald als der Oberhäuptling aller Gruppen der Upstream People)
- Kamdyistowesit (Kanaweyihimitowin,[40] meist im Englischen als „Beardy“ oder im Französischen als Barbu – „Der Bärtige“), Häuptling der Parklands / Willow Cree (* 1828 in der Nähe von Duck Lake, wurde in den 1870er Jahren Häuptling, heiratete Yaskuttsu-s,[41] die Halbschwester von Häuptling Küpeyakwüskonam („One Arrow“), unter den Mitgliedern seiner Stammesgruppe befanden sich viele Métis-Nachkommen des Hudson’s-Bay-Company-Angestellten George Sutherland)[42]
- Küpeyakwüskonam (Kupeyakwuskonam, Kah-pah-yak-as-to-cum – im Englischen als One Arrow und im Französischen als Une Flèche bezeichnet), Häuptling der Parklands oder Willow Cree, (* 1815 im Saskatchewan River Valley, Sohn von George Sutherland („Okayasiw“) und dessen zweiter Frau Paskus (Rising), versuchte 1876 zusammen mit Kamdyistowesit (Beardy) und Saswaypew (Cut Nose) die Verhandlungen zum Vertrag Nr. 6 in Fort Carlton zu verhindern, jedoch unterzeichnete er diesen am 28. August doch, im August 1884 nahm er an einer Häuptlingsversammlung zusammen mit Mistahimaskwa (Big Bear) und Papewes (Papaway – „Lucky Man“) teil, seine Stammesgruppe schloss sich als erste den Métis 1885 an, starb am 25. April 1886 im Gefängnis)[43]
- Minahikosis (Little Pine, im Französischen Petit Pin), Häuptling der Plains Cree, (* um 1830 in der Umgebung von Fort Pitt, Saskatchewan, hatte eine Blackfoot zur Mutter, wurde in den 1860er Jahren berühmt, als die Plains Cree bewaffnet auf der Suche nach den letzten noch verbliebenen Bisons, immer weiter ins Territorium der Blackfoot vordrangen, leistete drei Jahre erbittert Widerstand, unterzeichnete jedoch angesichts seiner hungernden Stammesangehörigen 1879 den Anhang zum Vertrag Nr. 6, und bezog ein Reservat am Fuß von Bluehill entlang des Battle River, sein Ruf war mit dem von Mistahimaskwa (Big Bear) vergleichbar)[44]
- Papewes (Papaway – „Lucky Man“), Häuptling der River Cree, einer Untergruppe der Plains Cree (* in den späten 1830er evtl. in der Nähe von Fort Pitt, war in den 1870er ein Anführer von Mistahimaskwa´s River Cree, als die Bisons verschwanden, unterzeichnete, zusammen mit der Gruppe von Little Pine, am 2. Juli 1879 für die 470 Mitglieder seiner Stammesgruppe einen Anhang zum Vertrag Nr. 6 in Fort Walsh, vergeblich bat er um ein Reservat in den Cypress Hills oder am Buffalo Lake, daher kehrten viele Mitglieder zu Mistahimaskwa („Big Bear“) zurück oder schlossen sich Minahikosis („Little Pine“) an, 1884 verlangte Papewes vergeblich ein Reservat angrenzend zu den Reservaten von Pitikwahanapiwiyin („Poundmaker“), Minahikosis und Mistahimaskwa, während der Rebellion von 1885 wurden beide Gruppen – Papewes und Minahikosis – auseinandergerissen und deren Mitglieder bis in die USA versprengt, 1886 siedelten die verbliebenen Mitglieder der beiden Gruppen im Little Pine’s Reservat[45] † 1901 nahe Fort Assiniboine, Montana)[46]
- Saswaypew (Sayswaypus, Seswepiu – Cut Nose), Häuptling der Parklands oder Willow Cree (Sohn von Wimtchik, einem frankokanadischen Métis, heiratete One Arrow’s Schwester Nawapukayus, seine Schwestern Ayamis und Minuskipuihat waren beide mit „One Arrow“ verheiratet, Kamdyistowesit („Beardy“) und er waren Schwäger, da beide mit George Sutherland’s Töchtern verheiratet waren)
- Maskepetoon (Maski Pitonew – „Broken Arm“ – „Gebrochener Arm“, „Crooked Arm“ – „verkrüppelter Arm“, später Peacemaker – „Friedensstifter“ genannt), Häuptling einer Gruppe von Rocky Mountain Cree (* um 1807 im Saskatchewan River-Gebiet, wurde wegen seiner Tapferkeit von den feindlichen Blackfoot Mon-e-guh-ba-now oder Mani-kap-ina („Young Man Chief“) genannt, wandte sich später den Missionaren der Methodisten zu, was ihn und seine Gefolgschaft in Konflikt mit den katholischen freien Rocky Cree unter Pesew brachte, zog ins Reservat und wurde bald als der Peacemaker bekannt, wurde 1869 in einem Blackfoot-Lager in Alberta von dem Kriegshäuptling Big Swan, bei dem Versuch unbewaffnet Frieden zu schließen, getötet)[47]
- Pihew-kamihkosit (Pee-yahn-kah-nihk-oo-sit, besser bekannt als Red Pheasant), Häuptling der Plains River Cree der River Cree, einer Untergruppe der Plains Cree (Bruder und Berater des eigentlichen Häuptlings Wuttunee (“Porcupine” - „Stachelschwein“), unterschrieb am 23. August 1876 im Auftrag seines Bruders[48] den Vertrag Nr. 6, woraufhin er nun als Häuptling (sog. Treaty Chief) dieser Gruppe von den Kanadiern betrachtet wurde, zog 1878 mit seiner Stammesgruppe ins Reservat, der heutigen Red Pheasant Reservation ca. 33 km südlich des heutigen North Battleford, Saskatchewan)[49]
- Peayasis (Piyêsîs, auch bekannt als François Desjarlais), Häuptling der Beaver River Cree, einer Untergruppe der Woodland Cree (* 1824 am Beaver River, Sohn von Ladoucoeur dit Desjarlais[50] und Josephte Suzette Cardinal, unterzeichnete am 8. August 1876 den Vertrag Nr. 6, beteiligte sich an der Schlacht von Battle River)
- Kahkewistahaw (Kā-kīwistāhāw - „He who flies around“), Häuptling der Rabbit Skin Cree und Plains Ojibwa, unterzeichnete am 15. September 1874 den Vertrag Nr. 4, seine Stammesgruppe jagte in der Gegend rund um Wood Mountain und in den Cypress Hills und kehrte jährlich ins Qu’Appelle Valley zurück, um hier einmal im Jahr ihre Zahlungen und Geschenke zu bekommen, bis ein Reservat 1881 eingerichtet wurde.[51][52]
- Paskwüw (Pâskwâw, Paskwa, Pisqua, meist Pasquah – „The Plain“, franz.: Les Prairies), Häuptling der Plains Cree (* 1828, Sohn des bekannten Häuptlings Mahkaysis, 1874 lebte seine Stammesgruppe von der Bisonjagd in der Nähe des heutigen Leech Lake, Saskatchewan, zudem hatten sie Gärten angelegt und züchteten eine kleine Rinderherde, im September 1874 nahm Pasqua an den Verhandlungen zum Vertrag Nr. 4 im Qu’Appelle Valley teil, hierbei verlangte er von der kanadischen Regierung, die Auszahlung der 300.000 £ an die Stämme, die die HBC für den Verkauf von Ruperts Land an Kanada bekommen hatte, unterzeichnete jedoch trotz der Weigerung Kanadas schließlich den Vertrag und zog in ein Reservat fünf Meilen westlich von Fort Qu’Appelle; hielt seine Stammesgruppe aus der Nordwest-Rebellion von 1885 heraus, † im März 1889 erlag er der Tuberkulose)[53]
- Petequakey („Comes to Us With the Sound of Wings“, auch bekannt als Isidore Cayen dit Boudreau), Häuptling der Parklands oder Willow Cree am Muskeg Lake (* St. Boniface, Manitoba als Sohn von Pierre Narcisse Cayen dit Boudreau und Adelaide Catherine Arcand („Kaseweetin“) war er zwar Métis, wurde aber trotzdem Häuptling der Willow Cree und der mit ihnen lebenden Métis, Bruder und Berater von Häuptling Kee-too-way-how („Alexander Cayen dit Boudreau“), nachdem dieser das Reservat am Muskeg Lake verlassen hatte, um sich rund um Batoche niederzulassen, wurde Petequakey Häuptling (1880–1889) der weiterhin im Reservat lebenden Cree und Métis, er nahm zusammen mit dem Métis-Führer Gabriel Dumont am 26. März 1885 am Kampf am Duck Lake teil, der die Nordwest-Rebellion von 1885 auslöste, danach führte er seine Gruppe nach St. Laurent, um an der Verteidigung von Batoche, einer der größten Métis-Siedlungen sowie Sitz der Provisorische Regierung Saskatchewans während der Rebellion, teilzunehmen)[54]
- Kee-too-way-how („Sounding With Flying Wings“, auch bekannt als Alexander Cayen dit Boudreau), Häuptling der Parklands oder Willow Cree am Muskeg Lake (* 1834 St. Boniface, Manitoba als Sohn von Pierre Narcisse Cayen dit Boudreau und Adelaide Catherine Arcand („Kaseweetin“) war er zwar Métis, wurde aber trotzdem Häuptling der Willow Cree und der mit ihnen lebenden Métis, Bruder von Petequakey („Isidore Cayen dit Boudreau“), lebte entlang Duck Lake, unterzeichnete 1876 den Vertrag Nr. 6 und zog in ein Reservat am Muskeg Lake – das später nach seinem Bruder Petequakey  benannt wurde – doch verließ er das Reservat 1880 wieder und lebte in den folgenden Jahren nahe St. Laurent de Grandin Mission, spielte eine herausragende Rolle während der Nordwest-Rebellion von 1885 in der er an jeder Schlacht teilnahm, diente zudem als Abgesandter des Métis-Führers Gabriel Dumont, um die Assiniboine um Unterstützung zu bitten, am 23. Mai 1885 übermittelte er zudem die Kapitulationserklärung von Pitikwahanapiwiyin („Poundmaker“) an General Middleton, wurde am 1. Juni 1885 gefangen genommen, im anschließenden Prozess gegen Kee-too-way-how in Regina, bezeugte Louis Cochin, dass er und die im Lager von Pitikwahanapiwiyin gefangenen Fuhrleute nur dank der Fürsprache von Kee-too-way-how und dessen Leuten überlebt hätten, trotz des positiven Zeugnisses wurde er am 14. August 1885 zu einer Gefängnisstrafe von sieben Jahren wegen seiner Beteiligung an der Métis-Rebellion verurteilt, † 1886)

## Weitere Cree-Persönlichkeiten
- Ashley Callingbull (mehrfache Schönheitskönigin)
- Tantoo Cardinal (Schauspielerin)
- Romeo Saganash (Politiker)
- Buffy Sainte-Marie (Musikerin)

## Gruppen der Cree

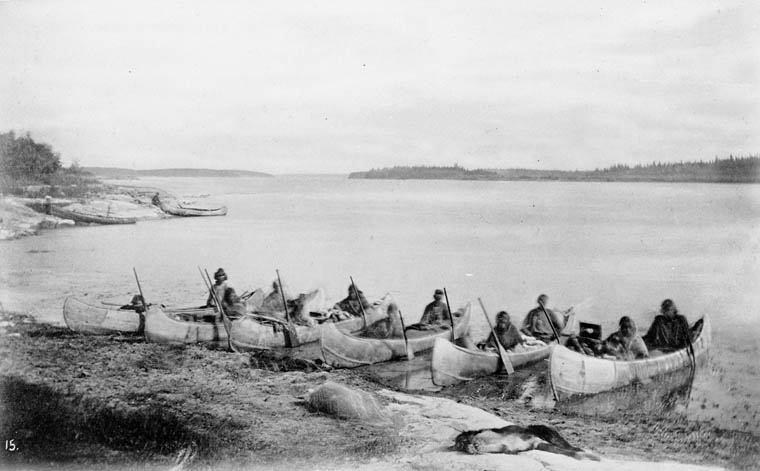
Kanus mit Indigenen (vermutlich Woodland-Cree) am Nelson River, 1878

Plains Cree bzw. Western Cree (Eigenbezeichnung: ᐸᐢᑳᐧᐤ ᓀᐦᐃᔭᐁᐧᐃᐧᐣ (Paskwāwiyiniwak / Paskwa Wi Iniwak) – „Volk auf den Plains (Ebenen)“ bzw. „Nehiyawak“, von anderen Cree-Gruppen auch als ᐸᐢᑳᐧᐃᐧᔨᓂᐤ (Paskwâwiyiniwak) oder ᐸᐢᑳᐧᐃᐧᓃᒧᐃᐧᐣ (Paskwâwinîmowin) bezeichnet, sprachen ᐸᐢᑳᐧᐃᐧᓃᒧᐃᐧᐣ (Paskwâwinîmowin) den y-Dialekt; westlichste und südlichste Gruppe der Cree, lebten primär in Alberta und im südlichen Saskatchewan sowie in Manitoba, nordwärts bis zum Great Slave Lake im Süden der Nordwest-Territorien und südwärts bis zum Missouri River und Milk River im Norden von Montana in den USA)
- Upstream People (ᓇᑎᒦᐃᐧᔨᓂᐊᐧᐠ (Natimîwiýiniwak / Natimiw Iyiniwak) – „Volk am Oberlauf des Flusses, d. h. im Westen“, auch: Nutimi-iniuûk – „Volk der Pappeln“, westliche und nördliche Gruppen, zugleich zahlenmäßig die größte Gruppe)[55]
  - Westliche Cree (Pakisimotan Wi Iniwak, – „Westliches Volk“)[56]
    - Westliche Plains Cree (Pakisimo-Tak Paskwa Wi Iniwak – „Westlich auf den Plains lebendes Volk“)
    - Plains Cree (Paskwa Nehiyawak – „Plains-Volk“, Cree-Gruppen der Paskwa Wi Iniwak)
    - Rocky Cree / Mountain Cree („Volk, das entlang der Berge lebt“, Asini Wachi Wi Iniwak, Asinīskāwiyiniwak, lebten in den südlichen Bergausläufern von Jasper (Jasper’s House) und Edmonton südwärts bis nach Wyoming und vom Red River of the North bis nach Oregon[57]) (Assiniboine, Plains Ojibwa, Metis)
      - Asini Wachi Nehiyawak („Cree, die entlang der Berge leben“, Cree-Gruppen der Asini Wachi Wi Iniwak)
      - Asini Pwat-sak (Ye Xa Yabine oder Hebina Assiniboine – „Rock Mountain People“ – „Berg-Volk“,[58] Assiniboine-Gruppen der Asini Wachi Wi Iniwak)

    - Beaver Hills Cree (ᐊᒥᐢᑲᐧᒌᐃᐧᔨᓂᐊᐧᐠ (Amiskwacîwiýiniwak / Amiskwacīwiyiniwak / Amisk Wachi Wi Iniwak) – „Volk der Beaver Hills“, hatten ihre Streifgebiete rund um das spätere Edmonton, das sie Amiskwāciwakahikan – „Beaver Hills House“ nannten,[59] sowie rund um den Beaverhill Lake – Amisk Wachi Sakahikan genannt)[60] (Chaba hei Nakoda Assiniboine, Irokesen)
    - Bear Hills Cree (Maskwa Wachi-is Ininiwak, Maskwacheesihk Wiyiniwak – „Volk in den Bären-Hügeln“, lebten in den Bear Hills und rund um den Pigeon Lake)[61]
    - Frog Lake Cree (Ayik Sakhikan Ininiwak – „Volk, das entlang des Frog Lake lebt“, streiften östlich von Edmonton)
    - Ota Paskwa Wi Iniwak (Ota-paskwāwiyiniwak – „Plains over there People“ – „Volk, das dort auf den Plains lebt“, daraus leitete sich das Wort Athabasca ab, lebten entlang des Unteren Athabasca River und des oberen Einzugsgebietes des Churchill Rivers)[62]
    - Lesser Slave Lake Cree (Ayachi-w Ini-w Ininiwak – „Volk am Blackfoot See“, abgel. von Ayachi-w Ini-w Sakahikan – „See der Blackfoot“, des Kleinen Sklavensees, auch von Iyaghchi Eennu Sepe – „Fluss der Blackfoot“, des Lesser Slave River)[63][64][65]
    - Saddle Lake Bands (Onihcikiskwapiwn – „Fata Morgana/Wunder auf dem See“, verkürzt zu Aspapiwin – „Saddle (Lake)“, lebten nördlich des North Saskatchewan River, im Westen von Lac Ste. Anne bis zu Fort Pitt im Osten)[66][67] (Assiniboine, Métis und Stoney)[68]
    - Buffalo Lake Cree (Mostos Sakahikan Wi Iniwak – „Volk das am Büffel-See“ lebt, jagten entlang des Buffalo Lake in Alberta)

  - House Cree (ᐋᐧᐢᑲᐦᐃᑲᓂᐃᐧᔨᓂᐊᐧᐠ (Wâskahikaniwiýiniwak / Waskahikan Wi Iniwak) – „Volk im Gebiet um Fort [Carlton]“, der Bezeichnung der Cree für Fort Carlton am North Saskatchewan River, das einst als Carlton House bezeichnet wurde)
    - Wâskahikaniwiýiniwak / Waskahikan Wi Iniwak („Volk im Gebiet um Fort [Carlton]“ bzw. „Fort [Carlton] People“,[69] oft als Fort Carlton Cree bezeichnet, da sie beim Fort, das 1810 am North Saskatchewan River errichtet wurde, mit der HBC handelten[70]) (Stoney, Assiniboine, Métis)
    - Parklands Cree / Willow Cree (ᓃᐱᓰᐦᑯᐹᐃᐧᔨᓂᐤ (Nîpisîhkopâwiýiniw) – „Volk der Weiden“ sowie die ᐸᐢᑯᐦᑯᐹᐃᐧᔨᓂᐊᐧᐠ (Paskohkopâwiýiniwak / Paskwa Kopew Wininiwak), auch Paskokopa Wi Iniwak / Paskuxkupau Wiyiniwuk – „Thicket People“ – „Volk im Dickicht“, lebten östlich der Waskahikan Wi Iniwak, streiften in der durch den South Saskatchewan River geteilten Region vom Duck Lake im Norden bis zum Little Manitou Lake im Südosten und Goose Lake im Südwesten)[71][72]
    - Churchill River Cree (Missi Nipi Iniwak, Missinipiiyiniwak, Michi Nipi Wi Iniwak – „Volk am großen Wasser, großen Fluss“, seit sie 1715 bei der HBC-Handelsstation York Factory siedelten auch als Masnipiwinûk – „Painted oder Pictured People“, Masinaso Wiyiniwuk – „Varicolored People“ bekannt,[73] lebten von Southern Indian Lake flussaufwärts entlang des Churchill River)[62]
    - Waziya Winchasta Assiniboine (Waziyamwincasta – „People of the North“ – „Volk aus dem Norden“) (Cree)

  - River Cree (ᓰᐲᐃᐧᔨᓂᐊᐧᐠ (Sîpîwiýiniwak / Sipi Wi Iniwak) – „Fluss Cree“, streiften zwischen dem North Saskatchewan River und dem Battle River, handelten bei Fort Pitt, nutzten auch das Gebiet rund um Jackfish Lake und Onion Lake)
    - Plains River Cree (Sipi Wi Iniwak Paskwa Wi Iniwak, Sīpīwininiwak-paskwāwiyiniwak, zogen oft auf die Plains zur Bisonjagd)
    - Woods River Cree (Sipi Wi Iniwak Saka Wi Iniwak, Sīpīwininiwak-sakāwiyiniwak, fischten und jagten in den Seen und Wäldern)

  - Nördliche Plains Cree / Westliche Woodland Cree / Bush Cree (Saka Wi Iniwak, Sakāwiyiniwak)
  - Bush Beaver Hills Cree (Saka Amisk Wachi Wi Iniwak, Sakāwiyiniwak-amiskwacīwiyiniwak, auch Sakauamiskwatciwi-misuk)
  - Arrow Makers Cree (Tastawēw Iyiniwak, Otcastcawe-wiuisuk, lebten zwischen Saskatchewan und Red Deer River)[74] (Stoney)
  - Vermilion River Cree (Mikwa Sipi Wi Iniwak – „Volk entlang des Roten Flusses“, lebten zwischen dem Vermilion River und Battle River, handelten bei Fort Vermilion)
- Downstream People (ᒫᒥᐦᑭᔨᓂᐊᐧᐠ (Mâmihkiýiniwak / Mamik Wi Iniwak) – „Volk am Unterlauf des Flusses, d. h. im Osten“, auch: Mämäkitce-wünuûk – „Volk, das große (Geflügel-)Kaumägen isst“, östliche und südliche Gruppen, die östlich des Zusammenflusses von North und South Saskatchewan lebten)[75]
  - Rabbit Skins Cree (Wapoos Wi Iniwak, Wāpošwayānak, Wapucwayauuk – „Kaninfelle-tragende Cree“, lebten entlang des Swan River und Assiniboine River in Manitoba und Saskatchewan, betrieben Handel ostwärts bis nach Winnipeg, nordwärts bis zu Fort Pelly, westwärts bis zu den Cypress Hills sowie südwärts bis zur kanadisch-amerikanischen Grenze) (Assiniboine, Plains Ojibwa)[76]
  - Ka Kichi Wi Winiwak (Kaki chiwew Ininiwak – „Bragging People“ – „Angeberisches, Prahlerisches Volk“, auch Kagiciwuinuwuk – „Loud Voices band“, benannt nach dem bekannten Medizinmann und Häuptling Kakeesheway – „Loud Voice“)[77]
    - eigentliche Ka Kichi Wi Winiwak
    - Calling River / Qu’Appelle Cree (ᑳ ᑌᐯᐧᐃᐧᓰᐲᐃᐧᔨᓂᐊᐧᐠ (Kâ-têpwêwisîpîwiýiniwak / Kitopwe Sipi Wi Iniwak), abgeleitet von Kâ-têpwêt? – „Who is calling?“, franz.: „Qui appelle?“, auch Mamaxkitice Wiyiniwuk – „Big Navel People“ genannt, jagten von Crooked Lakes westwärts bis zu den Cypress Hills und nordwärts zu den Big Sand Hills) (Cree-sprachige Assiniboine, Kipaukaning Wiiniwuk Plains Ojibwa)
    - Touchwood Hills Cree (ᐳᓵᑲᓇᒌᐃᐧᔨᓂᐊᐧᐠ (Posâkanacîwiýiniwak / Pasākanacīwiyiniwak), auch Pusakawatciwiyiniwak, streiften zwischen Long Lake – auch als Last Mountain Lake bekannt – und den Touchwood Hills) (Assiniboine, Plains Ojibwa)
    - Cree-Assiniboine / Young Dogs (Nehiyaw-Pwat, Nēhiyawi-pwātak,[78] von den Assiniboine als Sahiyaiyeskabi – „Cree-Sprecher“ bezeichnet, wanderten am weitesten westwärts auf die Plains, daher oft als Paskwa Wi Iniwak – „Volk auf den Plains“ bezeichnet) (Plains Ojibwa)
    - Chan He Winchasta Assiniboine (Canhewincasta – „Wooded-Mountain People“ oder „Wood Mountain People“ – „Volk, das in Wood Mountain, Saskatchewan, lebt“) (Cree)
    - Turtle Mountain Plains Ojibwa (Mikkinakk-Waci-Wininiwak, auch Mikinak-wastsha-anishinabe, Pembina Chippewa, sprachen Oji-Cree)[79] (Cree, Assiniboine)

Woodland Cree („Waldland-Cree“, Saka Wi Iniwak, Sakau Wiyiniwak, Sakāwithiniwak – „Volk im Waldland“, Nīhithawak, lebten nördlich und nordöstlich der Plains Cree sowie im Nordwesten der Swampy Cree im äußersten Nordosten Albertas, im Norden von Saskatchewan und Nordwesten von Manitoba)
- Rocky Cree (Asini Wachi Wi Iniwak, Aseniwuche Winewak, Asinīskāwiyiniwak – „Berg-Volk“, „Volk das entlang der Rocky Mountains lebt“, lebten in den südlichen Bergausläufern von Jasper (Jasper’s House) und Edmonton südwärts bis nach Wyoming und vom Red River of the North bis nach Oregon, westliche und südliche Gruppen der Woodland Cree) (Assiniboine, Irokesen, Daneẕaa, Sekani, Ojibwa, Secwepemc und Métis)[80]
  - Rocky Cree / Mountain Cree (Asini Wachi Nīhithawī, Cree-Gruppen der Asini Wachi Wi Iniwak)
  - Asini Pwat-sak (Ye Xa Ya Bine oder Hebina Assiniboine, Assiniboine-Gruppen der Asini Wachi Wi Iniwak, oft als Strong Wood oder Thickwood Assiniboine bezeichnet, westliche Gruppen sind Vorläufer der Mountain Stoney) (Métis, Secwepemc, Kutenai, Plains Cree)
  - Cross Lake Cree (Pimicikamāk  – „flowing across“, Pimicikamak Iniwak, Pimicikamāk Nīhithawī – „People of the Lake that lies Athwart“ – „Volk des Sees, der quer liegt“ und Nikikonakos – „Otter-Volk“,[81] lebten rund um Cross Lake und der Wasserscheide am Oberen Nelson River, nördlich von Winnipeg, Manitoba) (Mistowaiau-Wininiwuk Plains Ojibwa, Assiniboine)
- Woods Cree / Bush Cree (östliche und nördliche Gruppen der Woodland Cree) (Assiniboine, Irokesen, Chipewyan, Danezaa, Slavey, Saulteaux)
  - Woods Cree / Bush Cree (Sakāwithiniwak, „Saka Nīhithawī“, Cree-Gruppen der Saka Wi Iniwak)
  - Athabasca Lake Cree (Ayabaska Wi Iniwak, Ayapaskāw-wiyiniwak, Athapiscow-wiyiniwak, lebten entlang des Lake Athabasca)
  - Woodland / Bush Assiniboine (Saka Pwat-sak, Saka Wi Pwacak, Sakbwatsûk, Assiniboine-Gruppen der Saka Wi Iniwak) (Cree)
  - Beaver Lake Cree (Amisk Sakahikan Wi Iniwak – „Volk am Bieber-See“, lebten entlang des Beaver Lake)
  - Beaver River Cree (Amisk Sipi Wi Iniwak, Amisksipiwiyiniwak, lebten entlang des Beaver River, der im Lac La Biche entspringt, und später in den Churchill River fließt)
  - Saki Ta-wa Ininiwak (Sakitawa Wi Iniwak, „People of the place where the rivers flow out/meet“ – „Volk am Ort, wo sich die Flüsse treffen“,[82][83] der Bezeichnung für den Lac Île-à-la-Crosse,[84] einer Erweiterung des Churchill River, lebten zwischen dem Beaver River und Île-à-la-Crosse)[85] (Métis)
  - Nelson River oder North River Cree (Nisichawayasihk – „Ort, wo drei Flüsse zusammenfließen“,[86] lebten vom Oberen Nelson River westwärts bis zum Sturgeon-weir River)[87]

Swampy Cree („Sumpfland-Cree“, Maskiki Wi Iniwak, Mushkegowuk, Maškēkowak, daher oft Maskegon genannt / Nēhinawak, Swampy Cree lebten im Norden Manitobas, Nordosten von Saskatchewan entlang des Saskatchewan River und entlang der Küste der Hudson Bay sowie angrenzenden Gebieten im Inland im Süden und Westen, sowie in Ontario entlang der Küsten von Hudson Bay und James Bay)
- Westliche Swampy Cree (Mushkego, Mushkegowuk)
- Östliche Swampy Cree / (Westliche) James Bay Cree / West Main Cree (auch „Lowland Cree“, „James Bay Mushkego“, Omushkego, Omushkegowak)

Moose Cree („Elch-Cree“, Ililī)
- Moose Cree (Mōsonī)

Östliche Cree / (Östliche) James Bay Cree, East Main Cree (lebten in den James Bay und Nunavik-Regionen im Norden von Quebec, unterteilen sich kulturell, geographisch und sprachlich in zwei Gruppen: den Iyyiw, Iiyiyuu im Norden und entlang der Küste und den Iyniw, Iinuu im Süden und im Inland, hatten enge kulturelle Verbindungen zu den östlich wohnenden Innu und Naskapi)
- Nördliche James Bay Cree (Wiinibeyk Iiyuu, Wiinipakw Iiyiyuu – „Volk, das am salzigen Wasser lebt“, Iyiyuuch, Iyiyiw, Iiyiyuu, sprachen: Nördliche Küsten-Dialekte (Iyiyiw-Ayimiwin) des East Cree)[90]
  - Whapmagoostui Cree (ᐙᐱᒫᑯᔥᑐᐃ / Wâpimâkuštui – „Platz des Weißwals“; engl. Aussprache „Waup-mag-stoo-ee“ oder „Waup-ma-GOO-stoo-ee“, traditionelle Jagdgebiete umfassten die Einzugsgebiete des Great Whale River, Little Whale und Rivière Nastapoka, nördlichste Gruppe der Iiyiyuu)
  - Chisasibi Cree (ᒋᓵᓰᐲ / Cisâsîpî – „großer Fluss“, der Cree-Bezeichnung für den La Grande Rivière, traditionelle Jagdgebiete umfassten die Einzugsgebiete des Rivière Eastmain und des Rivière Opinaca, engl. Aussprache: „Tsa-see-bee“ oder „TCHEE-sa-see-bee“, größte Gruppe der Iiyiyuu)
  - Wemindji Cree (ᐐᒥᓂᒌ / Wîminicî / Wiimin uchii – „Roter Ockerfarbener Berg“, handelten einst bei einem kleinen Handelsposten – mal unter französischer, mal unter englischer Kontrolle – namens Vieux-Comptoir bzw. Old Factory an der Mündung des Vieux-Comptoir River, daher einst auch als Old Factory Band oder in Anlehnung an ihre Eigenbezeichnung Paint Hills Band genannt)
  - Waskaganish Cree (ᐙᔅᑳᐦᐄᑲᓂᔥ / Wâskâhîkaniš – „kleines Haus, Handelsposten“, die Cree nannten den 1668 zuerst als „Fort Charles“ errichteten Handelsposten der HBC – der später als „Fort Rupert“ 1686 von den Franzosen geplündert und eingenommen wurde – bezüglich seiner Größe und Funktion „kleines Haus, Handelsposten“, da „Fort Rupert“ 1776 wieder als Zweigniederlassung des Eastmain-Handelszentrums eröffnet wurde, früher daher auch als Rupert River Cree oder Fort Rupert Cree bezeichnet)
- Südliche James Bay Cree (Nuuchcimiihc Iiyuu, Nuuchimiich Iinuu – „Volk im Inland“, Iyniw, Iinuu, sprachen: Südliche Küsten-Dialekte (Iyiyiw-Ayamiwin) des East Cree)
  - Eastmain Cree (ᐄᔅᒣᐃᓐ / Îsmein, eine Cree-Adaption von Eastmain, dem Namen des 1730 an der Mündung des gleichnamigen Rivière Eastmain in die James Bay errichteten Handelsposten der Hudson’s Bay Company, der das Zentrum für den Handel für die Ostküste der James Bay und Hudson Bay wurde, ursprünglicher Cree-Name: ᐙᐸᓅᑖᐤ / Wâpanûtâw – „Land östlich der James Bay“)
  - Mistissini Cree (ᒥᔅᑎᓯᓃ / Mistisinî – „großer Fels“, bezieht sich auf den riesigen Felsblock in der Nähe der Abflusses des Mistassinisees in den Rivière Rupert, engl. Aussprache: „Mis-TIS-i-nee“ oder „Mis-TI-see-nee“, traditionelle Jagdreviere erstrecken sich über die Flussgebiete des Mistassini, Marten, Rupert und Eastmain)
  - Nemaska Cree (ᓀᒥᔅᑳᐤ / Nemiskâw – ‚underwater point‘ – evtl. „Unterwasser-Verbindung“,[91] heute jedoch meist als: „namesiskâw“ – „viel Fisch“ assoziiert, Eigenbez.: Nemaskau Iinnuch oder Nemaskau Eenouch – „Volk vom Ort, wo es viel Fisch gibt, d. h. Nemaskau Sagaheegan (Nemaska Lake)“, engl. Aussprache: „NE-mis-caw“, nutzten ebenfalls das Einzugsgebiet des Rivière Nemiscau)
  - Oujé-Bougoumou Cree (ᐆᒉᐳᑯᒨ / Ûcêpukumû – der Name bezeichnet sowohl die heutige Cree-Siedlung Oujé-Bougoumou als auch die benachbarte Stadt namens Chibougamau, die exakte Bedeutung des Namens ging verloren und ist heute umstritten, manche Linguisten/Historiker meinen, dass diese etwa „Versammlungsort“ bzw. „Der Ort, wo Menschen zusammenkommen“ bedeuten könne; ihre ursprünglichen Jagdgebiete befanden sich im Gebiet rund um den Lake Chibougamau, engl. Aussprache: „Oo-jay-Boo-guh-moo“)
  - Waswanipi Cree (ᐙᔂᓂᐲ / – Wâswânipî – „See, auf dem man mittels Fackeln angelt/fischt“, abgel. von wâswân – „ein nächtlicher Platz zum Fischen mittels einer Fackel“ + pî – „See“, jedoch meist wiedergegeben als „Licht auf dem Wasser“ bzw. „von Fackeln erleuchtetes Wasser“, bezieht sich auf die nächtliche Fangmethode der Cree, die mittels Birkenrinde-Fackeln für Licht auf dem Wasser sorgten und dann versuchten mit einem Speer Störe zu töten sowie Fische zu fangen, ihr traditionelles Gebiet lag entlang des gleichnamigen Lac Waswanipi sowie des Rivière Waswanipi, zudem den Rivière Opawica und den Rivière Chibougamau, südlichste Gruppe der Iinuu)

Sprachlich und kulturell lassen sich die Cree (von West nach Ost) in obige Stammesgruppen unterteilen.
Die Atikamekw (Nehiraw / Nehirowisiwok), Montagnais (Nehilaw / Ilniw ) und Naskapi (Iyiyiw / Innu) werden allgemein als eigenständige Gruppen betrachtet und gelten nicht im engeren Sinne als Cree.

## Heutige First Nations der Cree

### James Bay Cree / Östliche James Bay Cree
- Grand Council of the Cree (Eeyou Istchee)[93]
  - Nördliche James Bay Cree (Wiinibeyk Iiyuu, Wiinipakw Iiyiyuu – „Volk, das am salzigen Wasser lebt“, Iyiyuuch, Iyiyiw, Iiyiyuu)
    - Whapmagoostui Cree Frist Nation (auch „Première nation de Whapmagoostui“, Whapmagoostui, die nördlichste Cree-Siedlung in Quebec,[94] ihr benachbart ist die südlichste Inuit-Gemeinde, Kuujjuarapik, beide Siedlungen entstanden nahe einem Handelsposten der Hudson’s Bay Company, nahe der Mündung des Great Whale River in die Hudson Bay, früher wurden beide meist als Poste-de-la-Baleine auf Französisch und Great Whale River auf Englisch bezeichnet, Population: 863)
    - Cree Nation of Chisasibi (die Siedlung Chisasibi liegt am südlichen Ufer des La Grande Rivière (engl. „La Grande River“), weniger als 10 km entfernt von der Einmündung des Flusses in die Hudson Bay, ca. 90 km westlich von Radisson, früher „Fort George Band“genannt, da die HBC auf einer nahen Insel, dem traditionellen Versammlungsort nomadischer Cree, einen Handelsposten namens Fort George errichtete, und die Cree sich später als sog. Homeguards dort dauerhaft niederließen, bis sie später 1980 nach Chisasibi umsiedelten, Population: 4.093)[95]
    - Cree Nation of Wemindji (auch: „Paint Hills Band“, früher: „Old Factory Band“ genannt, da die First Nation Land auf einer Insel namens Paakumshumwashtikw („Old Factory Bay“) zugewiesen bekam)
    - Cree Nation of Eastmain (auch Südliche James Bay Cree)
    - Cree Nation of Waskaganish (ᐧᐋᔅᑳᐦᐄᑲᓂᔥ ᐃᔨᔨᐤ ᑎᐯᔨᐦᒋᒉᓯᐤ)

  - Südliche James Bay Cree (Nuuchcimiihc Iiyuu, Nuuchimiich Iinuu – „Volk im Inland“, Iyniw, Iinuu)
    - Cree Nation of Eastmain (auch Nördliche James Bay Cree)
    - Cree Nation of Mistissini (die Mistissini Cree besitzen heute das größte Jagdgebiet der James Bay Cree. Viele Cree aus Neoskweskau (engl. Aussprache: „Ness-wess-kaw“) und Nitchequon (engl. Aussprache: „NITCH-e-kun“) schlossen sich ihnen an, als Mitte der 1900er Jahre diese HBC-Handelsposten geschlossen worden waren. Bei den Mistissini-Cree sind die überlieferten Mythen sowie die ethnische Religion noch heute besonders lebendig: Sie sehen sich als Bewohner des Mittelpunktes einer „Weltinsel“, die oben, unten und rundum von übernatürlichen Wesen umgeben ist. Im Himmel residieren vier göttliche Brüder, die für das Wetter, die Jahreszeiten und den Ahornsirup zuständig sind; Unterwasserwesen müssen durch Tabakopfer besänftigt werden; und vor einem bösartigen Riesen muss man auf der Hut sein. Solche Vorstellungen werden klar an die Jagdlager geknüpft, um diese „reine und heilige Welt“ von der profanen „spirituell verunreinigten“ Menschenwelt zu trennen)[96]
    - Cree Nation of Nemaska (Nemaskau Eenouch – „Volk vom fischreichen Platz“, manche Cree aus Neoskweskau schlossen sich den Nemaska Cree Mitte der 1900er Jahre an, als dieser HBC-Handelsposten geschlossen wurde)
    - Ouje-Bougoumou Cree Nation[97]
    - Cree Nation of Waswanipi (Waswanipi Eenouch)

Bei den weitgehend traditionell lebenden Mitgliedern der östlichen Cree in Quebec existiert heute eine sogenannte kompartmentalisierte Religiosität; das heißt, im Sommerlager geht man zum christlichen Gottesdienst und in den winterlichen Jagdlagern wird nach wie vor die traditionelle Religion (mit einigen synkretistisch-eingemischten christlichen Elementen) praktiziert.

### Moose Cree (Mōsonī / ililī)
die Moose Cree identifizieren sich oft als „Swampy Cree“, so dass oft nur auf Grund sprachlicher Unterschiede zwischen diesen beiden Gruppen unterschieden werden kann:
- Mushkegowuk Council
  - Moose Cree First Nation[98] (früher „Moose Factory Band“, Reservate: Factory Island #1, Moose Factory #68, ca. km², Population: )[99]
- Kashechewan First Nation (auch Östliche Swampy Cree)
- Chapleau Cree First Nation (auch Östliche Swampy Cree)
- MoCreebec Council
  - Mocreebec First Nation (früher „Moose Factory Cree of Quebec“) (leben im Gebiet Moose Factory – Moosonee, ursprünglich eine Gruppe der Östlichen James Bay Cree von Québec)[100]
- Swampy Cree Tribal Council
  - Brunswick House First Nation[101] (früher „New Brunswick House Band of Ojibway“, eine Ojibway-Cree First Nation)

### Swampy Cree (Maškēkowak / nēhinawak, auch Mushkegowuk)
- Östliche Swampy Cree / Westliche James Bay Cree (auch „Lowland Cree“, „West Main Cree“, „James Bay Mushkego“, Omushkego)
  - Mushkegowuk Council[102]
    - Attawapiskat First Nation (Eigenbez.: Āhtawāpiskatowi ininiwak – „People of the parting of the rocks“)
    - Chapleau Cree First Nation[103] (auch Moose Cree)
    - Fort Albany First Nation (auch „Albany First Nation“, auch Oji-Cree, Ojibwe)
    - Kashechewan First Nation (abgel. von Keeshechewan – „da, wo das Wasser schnell fließt“, auch Moose Cree)
    - Missanabie Cree First Nation[104]
    - Taykwa Tagamou Nation (früher „New Post First Nation“)
    - Weenusk First Nation (Eigenbez.: Wīnāsko Ininiwak – „People of ground hog“ – „Volk des Waldmurmeltieres“, ursprünglich lebten sie im Reservat #90, waren aber gezwungen wegen einer Springflut, die den größten Teil ihrer Siedlung zerstörte, am 16. Mai 1986 ca. 30 km südwestlich nach Peawanuck – „ein Platz, wo man Feuerstein findet“ („Winisk Indian Settlement“) um zu siedeln, neben Swampy Cree, gibt es meist Oji-Cree, sowie Ojibwa und Métis, Reservate: Winisk #90, Winisk Indian Settlement („Peawanuck“), ca. 53 km², Population: 539)

- Westliche Swampy Cree (Mushkego, Mushkegowuk)
  - Swampy Cree Tribal Council[105]
    - Chemawawin Cree Nation (auch Rocky Cree)
    - Misipawistik Cree Nation[106] (früher „Grand Rapids First Nation“ genannt, abgel. vom Cree-Wort Meshea Pow-e-stick oder Misipawistik (sprich: Misi-paw-ist-ik) – „große Stromschnellen“, diese Swampy Cree-Rocky Cree-Stammesgruppe unterzeichnete im September 1875 unter Häuptling Peter Beardy mit 115 Angehörigen den Vertrag Nr. 5, die MCN leben nahe Grand Rapids, Manitoba, 400 km nördlich von Winnipeg, an der Einmündung des Saskatchewan River in den Lake Winnipeg, die Bevölkerung besteht meist aus Swampy Cree, Rocky Cree sowie Métis, Cree und Englisch sind die meist genutzten Sprachen, Reservat: Grand Rapids #33, ca. 19 km², Population: 1.652)
    - Marcel Colomb First Nation[107] (früher „Black Sturgeon First Nation“, das Reservat #198A liegt am Hughes Lake, ca. 30 km südöstlich der Stadt Lynn Lake, Manitoba, Reservat: Black Sturgeon #198A, ca. 23 km², Population: 366)
    - Mathias Columb First Nation[108] (auch Rocky Cree, Verwaltungssitz befindet sich auf dem bevölkerungsreichsten Reservat #198 am Ostufer des Pukatawagan Lake, ca. 42 km östlich der Grenze zu Saskatchewan, 819 km nordwestlich von Winnipeg, 210 km nördlich von The Pas sowie 217 km westlich von Thompson, 1875 unterzeichneten die im Norden Albertas sowie Saskatchewans lebenden Plains Cree, Assiniboine, Stoney, Saulteaux, Rocky Cree sowie Chipewyan den Vertrag Nr. 6, dem diese Stammesgruppe als Teil der „James Roberts Band of Cree Indians“ 1898 beitrat, später schlossen sie sich der „Peter Ballantyne Cree Nation“ an, von der sie sich 1910 abspalteten und eigenständig wurden, Reservate: Granville Lake Indian Settlement, Highrock #199, Kamihkowappihskak Pawistik, Kimosominahk, Mistiategameek Sipi, Moosowhapihsk Sakahegan, Napahkapihskow Sakhahigan, Nihkik Ohnikapihs, Ohpahahpiskow Sakahegan, Pachapesihk Wasahow, Pukatawagan #198, Sisipuk Sakahegan (A), (B), (C), Wepuskow Ohnikahp, ca. 799 km², Population: 2.977)
    - Mosakahiken Cree Nation[109] (Mosakahiken – „Elch-See“, daher früher „Moose Lake First Nation“, auch Rocky Cree, bevölkerungsreichstes Reservat #31A liegt ca. 63 km südöstlich von The Pas, Reservate: Moose Lake #31A, 31C, 31D, 31G, 31J, ca. 23 km², Population: 1.914)
    - Opaskwayak Cree Nation[110] (früher „The Pas Indian Band“, The Pas ist eine englische Adaption des Cree-Wortes Opasquia – „der Ort, an dem sich der Fluss verengt“, auch Rocky Cree)
    - Sapotaweyak Cree Nation
    - Wuskwi Sipihk First Nation

  - Prince Albert Grand Council[111]
    - Cumberland House Cree Nation[112] (meist Cree und Métis, Reservate: Budd's Point #20D, Cumberland House Cree Nation #20, Muskeg River #20C, Pine Bluff #20A, 20B, ca. 21 km², Population: 1.181)
    - Red Earth Cree Nation (auch Woodland Cree, Reservate: Carrot River #29A, Red Earth #29, ca. 23 km², Population: 1.524)
    - Shoal Lake Cree Nation (auch Woodland Cree, Reservat: Shoal Lake #28A, ca. 15 km², Population: 867)

  - Wabun Tribal Council[113]
    - Brunswick House First Nation[114] (früher „New Brunswick House Band of Ojibway“, ist dies eine Ojibway-Cree First Nation, das Reservat liegt am Highway 101, ca. 7 km von der Stadt Chapleau, Ontario und ca. 157 km nordöstlich von Sault Ste Marie, Ontario entfernt, unterzeichneten den James Bay Treaty von 1905 – Vertrag Nr. 9 am 25. Juli 1906, lebten traditionell von der Jagd, dem Sammeln sowie dem Fallenstellen und handelten ihre Pelze im New Brunswick House am Brunswick Lake und am Missinaibi Lake, Reservate: Duck Lake #76B, Mountbatten #76A, ca. 93 km², Population: 676)
    - Matachewan First Nation[115] (eine Ojibwa-Cree First Nation, Verwaltungssitz befindet sich im Reservat #72, ca. 42 km westlich von Kirkland Lake, Reservat: Matachewan #72, ca. 42 km², Population: 551)

  - Keewatin Tribal Council
    - Fox Lake Cree Nation[116] (Reservate: A Kwis Ki Mahka IR, Fox Lake #1, 2, Fox Lake West #3, Gillam Indian Settlement, ca. 17 km², Population: 1.085)
    - Shamattawa Cree Nation (gehören zu den „Östlichen Swampy Cree“ (auch Omushkego), Reservat: Shamattawa #1, ca. 23 km², Population: 1.429)
    - Tataskweyak Cree Nation[117] (Reservate: Split Lake #171, 171A, 171B, ca. 176 km², Population: 3.395)
    - War Lake First Nation (Reservate: Mooseocoot, Mooseocoot #2, 3, ca. 2 km², Population: 276)
    - York Factory First Nation (auch „York Factory Cree Nation“,[118] gehören zu den „Östlichen Swampy Cree“ (auch Omushkego), Reservat: York Landing, ca. 10 km², Population: 1.139)

  - Independent First Nation
    - Flying Post First Nation[119] (auch Ojibwa, das Reservat liegt ca. 40 km südöstlich von Smooth Rock Falls, Reservat: Flying Post #73, ca. 40 km südöstlich von Smooth Rock Falls, ca. 60 km², Population: 174)

### Oji-Cree / Severn Ojibwa (Northern Ojibwa / Anishinini)
die Oji-Cree umfassen heute mehrere First Nations und sind Nachfahren von Mischehen zwischen Anishinabe (Ojibwa) und Cree – daher ihre engl. Bezeichnung, leb(t)en zwischen den traditionellen Territorien der Ojibwa im Süden und der Cree im Norden und werden meist den Ojibwa (Anishinaabe) zugerechnet, da sich die „Oji-Cree“ jedoch selbst als Cree identifizierten und nicht als Ojibwa, bezeichneten britische und kanadische Regierungen sie ebenfalls als Cree; ihre Sprache, das Anishininiimowin bzw. die Oji-Cree-Sprache mit ca. 12.600 Sprechern, ist strukturell dem Ojibwa näher, obwohl die literarische Tradierung mehr das Cree widerspiegelt und Anishininiimowin die Cree-Silbenschrift nutzt (Heute, zusammen mit „n-Cree“-Dialekt-sprechenden Woodland Cree, den Lowlands und Uplands Swampy Cree, den Moose Cree (die jedoch den „l-Cree“-Dialekt sprechen) sowie benachbarten Upland Cree identifizieren sich die Oji-Cree kulturell als Swampy Cree).
- Matawa First Nations Management[121]
  - Aroland First Nation[122] (früher „Fort Hope Band of Ojibway or Cree“, die First Nation besteht aus Ojibwa and Oji-Cree und lebt ca. 20 km westlich von Nakina, Ontario, die Siedlung Aroland, an der Canadian National Railway gelegen, wurde nach der Arrow Land and Logging Company benannt, die in diesem Gebiet von 1933 bis 1941 operierte, Mitglieder der „Aroland First Nation“ stammen ursprünglich von verschiedenen First Nations („Long Lake 58 First Nation“, „Long Lac 77 First Nation“; jetzt: „Ginoogaming First Nation“; „Fort Hope First Nation“; jetzt: „Eabametoong First Nation“; „Marten Falls First Nation“ und „Fort William First Nation“), ihre Siedlung Aroland Indian Settlement hat zwar den Status eines kanadischen Indian reserves, ist jedoch selbst kein Reservat, Population: 325)
  - Constance Lake First Nation[123] (früher als „English River First Nation“ bekannt, einer Splittergruppe der Albany Band, lebten entlang des English River (Kenogami River) in Ontario, unterzeichneten separat 1901 den Vertrag Nr. 9, leben heute entlang des Kabinakagami River und am Ostufer des Kenogami River (oder English River) in Ontario, das Reservat, inklusive des Constance Lake, liegt ca. 32 km westlich von Hearst, Ontario, Reservate: Constance Lake #92, ca. 31 km², Population: 1.572)
  - Eabametoong First Nation[124] („the reversing of the waterplace“, früher „Fort Hope Band of Ojibway or Cree“, vormals daher als „Fort Hope First Nation“ bezeichnet, die Gemeinde Fort Hope liegt am Nordufer des Eabamet Lake, der Teil des Albany-River-Einzugsgebietes ist, ca. 360 km nördlich von Thunder Bay, die nächste per Auto oder Bahn erreichbare Stadt ist Armstrong, 155 km südwestlich, Reservat: Fort Hope #64, ca. 259 km², Population: 2.360)
  - Hornepayne First Nation
  - Marten Falls First Nation[125] (leben in zwei Siedlungen, Ogoki Post sowie Marten Falls, das auch Verwaltungssitz ist, am Zusammenfluss des Albany River und Ogoki River, das Reservat #65 liegt am Nordufer des Albany River, ca. 170 km nordöstlich von Nakina, Ontario, die First Nation wurde nach ihrer ca. 250 Jahre lang bestehenden Siedlung bei den Wasserfällen ca. 80 km flussaufwärts von der jetzigen Siedlung Marten Falls, benannt, mussten diese aber 1926 aufgeben und umsiedeln, Reservat: Martin Falls #65, ca. 77 km², Population: 642)
  - Neskantaga First Nation[126] (auch „Lansdowne House First Nation“), Reservate: Neskantaga (ca. 5 km südwestlich/südöstlich von Lansdowne House, Summer Beaver Settlement, ca. 8,3 km², Population: 415)
  - Nibinamik First Nation[127] (abgel. von Niibinamik – „Sommerbiber“, daher engl. auch „Summer Beaver Band“, die Siedlung Summer Beaver Settlement liegt 385 km nordöstlich von Sioux Lookout im Norden von Ontario, Population: 461)
  - Webequie First Nation[128] (engl. Aussprache: „Way-bih-quay“, abgel. vom Anishininiimowin (Oji-Cree)-Wort Webikwe – „Kopfschütteln“, die Siedlung Webequie liegt auf der nördlichen Halbinsel von Eastwood Island im Winisk Lake, 540 km nördlich von Thunder Bay, 450 km nördlich von Sioux Lookout, nur per Flugzeug oder saisonaler Winterstraße erreichbar, die nächste ganzjährig per Auto erreichbare Stadt ist Pickle Lake, 250 km südwestlich oder Nakina, 320 km südöstlich, Reservate: Webequie, Webiqui Indian Settlement, ca. 342 km², Population: 814)
- Wabun Tribal Council
  - Mattagami First Nation[129] (Reservat: Mattagami #71, ca. 53 km², Population: 474)
- Windigo First Nations Council[130]
  - Bearskin Lake First Nation (früher „Trout Lake Band of Cree“)
  - Cat Lake First Nation (Bizhiw-zaaga'iganiwininiwag – „Volk am Wild-cat Lake“, auch Bizhiw-zaaga'iganiing Nitam Anishinaabeg – „The First Nation at Wild-cat Lake“, früher „Osnaburgh House Band of Ojibway“[131])
  - Mishkeegogamang First Nation (früher „Osnaburgh House Band of Ojibway“)
  - North Caribou Lake First Nation (auch „Weagamow First Nation“ oder „Round Lake First Nation“, abgel. vom Oji-Cree-Wort Wiyaagamaa — „Round Lake“, früher „Caribou Lake Band of Cree“)
  - Sachigo Lake First Nation (früher „Trout Lake Band of Cree“)
- Shibogama First Nations Council (in Oji-Cree: Zhibwagamaa Nistam-Anashinaabeg Onashaweniniwag)
  - Kasabonika (Lake) First Nation (Gasabaanakaa Nistam Anišininiwaad, früher „Caribou Lake Band of Cree“)
  - Kingfisher First Nation (Giishkimanisiiwaaboong – „At Kingfisher-waters“, früher „Caribou Lake Band of Cree“)
  - Wapekeka First Nation (vormals bekannt als „Angling Lake First Nation“, früher „Trout Lake Band of Cree“)
  - Wawakapewin First Nation (früher „Caribou Lake Band of Cree“)
  - Wunnumin Lake First Nation (Wanaman-zaaga'iganiing – „At Wunnumin Lake“, früher „Caribou Lake Band of Cree“)
- Island Lake Tribal Council
  - Garden Hill First Nation[132] (früher „Island Lake Band of Cree“)
  - Red Sucker Lake First Nation[133] (früher „Island Lake Band of Cree“)
  - St. Theresa Point First Nation[134] (früher „Island Lake Band of Cree“)
  - Wasagamack First Nation[135] (früher „Island Lake Band of Cree“)
- Keewaytinook Okimakanak Council (Giiwedinoog Ogimaakaanag – „Northern Chiefs“)
  - Deer Lake First Nation
  - Keewaywin First Nation
  - McDowell Lake First Nation (Misi-zhaaga'iganiing)
  - North Spirit Lake First Nation
  - Fort Severn First Nation (auch „Washaho Cree Nation“,[136] auch James Bay Mushkego oder Omushkego West Main Cree)
- Independent First Nations Alliance
  - Kitchenuhmaykoosib Inninuwug First Nation (auch Gichi-namegosib ininiwag, Gichi-namegosibiwininiwag, auch „Big Trout Lake First Nation“, früher „Trout Lake Band of Cree“)
  - Muskrat Dam Lake First Nation (früher „Trout Lake Band of Cree“) – früher Mitglied des Windigo First Nations Council
- Independent First Nations
  - Ojibway Nation of Saugeen First Nation (früher „Osnaburgh House Band of Ojibway“, unterzeichneten den Vertrag Nr. 3 am 3. Oktober 1873, der Verwaltungssitz befindet sich im einzigen Reservat ca. 20 km nordwestlich von Savant Lake, Ontario, Reservat: Ojibway Nation of Saugeen, ca. 60 km², Population: 217)
  - Sandy Lake First Nation[137] (auch Negaw-zaaga'igani Nitam-Anishinaabe, die Hauptsiedlung und Verwaltungssitz Sandy Lake, Ontario (früher als Wabitigweyaang bezeichnet) liegt im Nordwesten von Ontario, ca. 227 km nordöstlich von Red Lake, Ontario, Häuptling und Schamane Robert Fiddler (auch 'South Wind'), Mitglied des Sucker Clan, unterzeichnete als Führer der heutigen Dear Lake und Sandy Lake First Nations den Vertrag Nr. 5, folgende Totems[138] oder Clans sind heute vertreten: Namebin(aa) – (“Suckers” – „Saugkarpfen“, Familienname: Fiddler, Goodman, Harper), Name oder Maame („Sturgeons“ – „Störe“, Familienname: Mamakeesic), Zhedeg („Pelicans“ – „Pelikane“, Familienname: Meekis), Ajijaak(we) („Cranes“ – „Kraniche“, Familienname: Kakegamic, Kakepetum), Adik („Caribou“ – Karibus, Familienname: Linklater, Rae), Reservat: Sandy Lake #88, ca. 42 km², Population: 2.738)

### Rocky Cree (Asinīskāwiyiniwak)
- Prince Albert Grand Council[139]
  - Peter Ballantyne Cree Nation (Assin'skowitiniwak – „Rocky Cree“ – „Volk in felsiger, bergiger Gegend“[140] auch „Peter Ballantyne Band of Cree Indians“, am 11. Februar 1889 unterzeichneten die „Montreal Lake“ und „Lac La Ronge First Nations“ in Molanosa, am nördlichen Ufer des Montreal Lake, einen Anhang zum Vertrag Nr. 6 von 1876, der in Fort Carlton und Fort Pitt mit den Plains Cree, Saulteaux und Assiniboine des südlichen Alberta und Saskatchewan geschlossen worden war, 1894 schloss sich Peter Ballantyne mit seiner Gruppe bei Potato Lake, nahe La Ronge, dem Vertrag Nr. 6 an, schließlich schlossen sich immer mehr kleine Cree-Gruppen rund um Pelican Narrows dem Vertrag Nr. 6 an und wurden 1898 Teil der „La Range Indian Band“, im August 1900 erkannte die kanadische Regierung die Gruppe als unabhängig von der „Lac La Ronge Indian Band“ an, Peter Ballantyne wurde daraufhin der erste Häuptling, Reservate: Amisk Lake #184, Amiskosakahikan #210, Birch Portage #184A, Chief Joseph Custer, Denare Beach Indian Settlement, Deschambault Lake Indian Settlement, Kinosom Pwatinahk #203, Kinoosao-Thomas Clark #204, Kipahigan Sakahikan #222, Kiskaciwan #208, Kistapinan #211, Kistapinanihk #231, Manawanstawayak #230, Maskikopawiscikosik #229, McKay #209, Mirond Lake #184E, Mistahe Wasahk #209, Mistik, Muskwaminiwatim #225, Nakiskatowaneek #227, Nemekus Sakahikan #221, Northern Lights #220, Pelican Narrows #184B, 206, Pisiwiminiwatim #207, Sandy Bay Indian Settlement, Sandy Narrows #184C, Sokatisewin Sakahikan #224, Southend #200, 200A, Sturgeon Weir #184F, 205, Wapaskokimaw #202, Waskwaynikapik #228, Waskwiatik Sakahikan #223, Woody Lake #184D, ca. 373 km², Population: 8.995)
- Keewatin Tribal Council[141]
  - Barren Lands (Brochet) First Nation (das Reservat #197 liegt am Nordufer des Reindeer Lake, ca. 256 km nordöstlich von Thompson, Manitoba, der Verwaltungssitz sowie die Hauptsiedlung der meist aus Rocky Cree und Chipewyan (Denesuline) bestehenden First Nation liegt ca. 928 km nördlich von Winnipeg und 19 km östlich der Grenze zu Saskatchewan, im Jahr 1906 unterzeichneten sie den Vertrag Nr. 10, später spalteten sich einige Mitglieder ab und bildeten die „Northlands Dene First Nation“, die nach Lac Brochet, am gleichnamigen See, ca. 70 km weiter nördlich umsiedelten, Reservat: Brochet #197, ca. 43 km², Population: 1.021)[142]
  - Bunibonibee Cree Nation (früher „Oxford House First Nation“, die First Nation unterzeichnete 1909 den Anhang zum Vertrag Nr. 5, das bevölkerungsreichste Reservat #24 liegt auf einem Landrücken zwischen Oxford Lake im Westen und Back Lake im Osten, ca. 160 km südöstlich von Thompson und beherbergt auch den Verwaltungssitz sowie die Hauptsiedlung Oxford House, ca. 950 km nordöstlich von Winnipeg am Ostufer des Oxford Lake am Austritt des Hayes River, der Carrot River mündet im Nordwesten in den Oxford Lake und ermöglicht durch eine Portage auf dem Nelson River den Transportweg bis zum Cross Lake, flussabwärts befindet sich Knee Lake, Reservate: High Hill Lake, Kisipikamak, Munro Lake IR, Notin Sakahekun, Opischikonayak Nation, Oxford House #24, 24A, 24B, 24C, 24D, Oxford Lake North Shore, Wapisew Lake, Whitemud Lake, Population: 2.737)
  - God's Lake First Nation (Reservate: Andrew Bay, Chataway Lake/Knife Lake, Esker Ridge #A, B, God's Lake #23, God's Lake Southeast of Community, Hawkins, Kenyan Lake, North Prominent Ridge, Peter Burton's/Shorty Rapids, Red Cross Lake East, Red Cross Lake North, Vermilyea Lake, ca. 102 km², Population: 2.469)
  - Manto Sipi Cree Nation (auch Swampy Cree)
  - Tataskweyak Cree Nation (früher Split Lake First Nation, Reservate: Split Lake #171, 171A, 171B, ca. km², Population: 3.392)
- Swampy Cree Tribal Council
  - Chemawawin Cree Nation (auch Swampy Cree)
  - Mathias Columb First Nation (auch Swampy Cree)
  - Misipawistik Cree Nation (früher „Grand Rapids First Nation“, auch Swampy Cree)
  - Mosakahiken Cree Nation (Mosakahiken – „Elch-Fluss“, daher auch „Moose Lake First Nation“, auch Swampy Cree)
  - Opaskwayak Cree Nation (The Pas ist die englische Adaption des Cree-Wortes Opasquia – „der Ort, an dem sich der Fluss verengt“, daher früher „The Pas Indian Band“, auch Swampy Cree)
- Independent First Nations
  - Cross Lake First Nation
  - Pimicikamak Cree Nation[143]
  - Fisher River Cree Nation[144] (Ochekwi-Sipi, abgel. vom engl. Namen fisher für den Fischermarder,[145] unterzeichneten zwei Verträge – zuerst 1875 den Norway House Treaty, gefolgt 1905 vom Vertrag Nr. 5, bewohnen zwei Reservate ca. 193 km nördlich der Provinzhauptstadt Winnipeg, Manitoba, das bevölkerungsreichste #44 liegt am Südufer der Fisher Bay und schließt auch den Verwaltungssitz Fisher River ein, #44A liegt ca. 3 km westlich und grenzt im Süden an das „Peguis First Nation“ (früher „St. Peter's Band“)-Reservat, von den über 3000 Stammesmitgliedern, meist Cree, Ojibwa und Métis, leben ca. 1.700 außerhalb der Reservate, Englisch ist die Verkehrssprache, Cree und teilweise Ojibwa wird meist nur noch von den Alten gesprochen, Reservate: Fisher River #44, 44A, ca. 63 km², Population: 3.335)
  - Nisichawayasihk Cree Nation[146] (früher „Nelson House First Nation“, leben in verschiedenen Reservaten rund um Nelson House, Manitoba, ca. 80 km westlich von Thompson, Nisichawayasihk – „da, wo die Flüsse sich vereinigen“, ist die Cree-Bezeichnung für Nelson House, da hier die Flüsse Burntwood, Footprint und Rat River zusammenfließen, ca. 2.500 Stammesmitglieder leben in den Reservaten, die übrigen außerhalb, Reservate: Kapawasihk, Mile 20 Second Revision, Monahawuhkan, Nelson House #170, 170A, 170B, 170C, Numaykoos Sakaheykun, Odei River, Opekanowi Sakaheykun, Opekunosakakanihk, Suwannee Lake 79459, Suwanne Lake 09748, Wapasihk, Wapikunoo Bay, Wapisu Lake, Wuskwi Sakaheykun, Wuskwi Sipi, ca. 237 km², Population: 4.542)
  - O-Pipon-Na-Piwin Cree Nation[147] (leben in der Siedlung Southern Indian Lake in Manitoba am Ufer des Southern Indian Lake, ca. 130 km nördlich der Stadt Thompson, ursprünglich die zweitgrößte Gemeinde der „Nisichawayasihk Cree Nation“, spalteten sie sich 2005 als eigenständige First Nation ab,[148] Reservate: O-Pipon-Na-Piwin Cree Nation #1, South Indian Lake Settlement, ca. 113 km², Population: 1.403)
  - Norway House Cree Nation („Kinosao Sipi Cree Nation“, Verwaltungssitz liegt bei Norway House, Manitoba, am Playgreen Lake am Ostufer des Nelson River, bevölkerungsreichstes Reservat Norway House #17, Reservate: Anderson, Hart, Norway House #17, 17A, 17B, Norway House IR, Norway House IR #17D-1, Norway House #17C-1 – 46, Ponask Lake, Winnipekosihk, ca. km², Population: )[149]

### Woodland Cree (Sakāwithiniwak / nīhithawak)
- Athabasca Tribal Council
  - Fort McKay First Nation[150] (die Gemeinde Fort McKay, befindet sich in der Regional Municipality von Wood Buffalo, ca. 65 km nördlich von Fort McMurray, die Fort McKay First Nation gehört zu den Unterzeichnern des Vertrag Nr. 8,[151] früher lebten die nomadischen Chipewyan (Denesuline) von der Jagd, dem Fallenstellen, Fischfang sowie dem Sammeln in den Wäldern entlang des Athabasca River, aber mit dem Aufkommen des Pelzhandels und 1820 der Errichtung eines Hudson’s-Bay-Company-Handelsposten sowie feindlichen nach Nordwesten vordringenden Bush Cree der Woodland Cree, siedelten sie bald zusammen mit den Cree als sog. Homeguards dauerhaft bei den Posten, Reservate: Fort McKay #174, 174C, 174D, Namur Lake #174B, 174A, ca. 149 km², Population: 696)[152]
  - Fort McMurray #468 (First Nation)[153] (die First Nation unterzeichnete 1899 einen Anhang zum Vertrag Nr. 8, die Fort McKay First Nation gehörte einst zu Fort McMurray, wurde aber 1942 unabhängig, das Reservat #175 liegt 20 km östlich von Fort McMurray und die Reservate #176, 176A und 176B nahe Anzac am Gregoire Lake, ca. 50 km südöstlich von Fort McMurray, #176 ist hierbei das größte und bevölkerungsreichste, die Mitglieder sind vorwiegend Woodland Cree und Chipewyan (Denesuline), Reservate: Fort McMurray #468, Clearwater #175, Gregoire Lake #176, 176A, 176B, ca. 31 km², Population: 632)
  - Mikisew Cree First Nation (auch Bush Cree, Reservate: Allison Bay #219, Charles Lake #225, Collin Lake #223, Cornwall Lake #224, Devil's Gate #220, Dog Head #218, Old Fort #217, Peace Point #222, Sandy Point #221, ca. 51 km², Population: 2.644)
- Meadow Lake Tribal Council (MLTC)[154]
  - Canoe Lake First Nation (auch Plains Cree)
- Western Cree Tribal Council[155]
  - Duncan's First Nation
  - Horse Lake First Nation
  - Sturgeon Lake Cree Nation – auch Mitglied des Prince Albert Grand Council
- Prince Albert Grand Council
  - Lac La Ronge First Nation (früher „La Ronge & Stanley Mission Band of Woods Cree Indians“, Verwaltungssitz ist La Ronge im Kitsaki-Reservat #156B, Lac La Ronge ist die größte First Nation in Saskatchewan und eine der 10 größten Kanadas, waren ursprünglich zwei Gruppen, ab 1950 schlossen sie sich zur „Lac La Ronge First Nation“ zusammen, Reservate: Bittern Lake #218, Four Portages #157C, Fox Point #157D, 157E, Grandmother's Bay #219[156] — mit der Gemeinde Grandmother's Bay, Kitsakie #156B, Lac La Ronge #156 — mit der Gemeinde La Ronge, Little Hills #158, 158A, 158B, Little Red River #106C – mit der Gemeinde Little Red River, 106D, Morin Lake #217 — mit der Gemeinde Hall Lake, Old Fort #157B, Pinehouse Lake Indian Settlement, Potato River #156A, Stanley #157 — mit der Gemeinde Stanley Mission, 157A, Sucker River #156C – mit der Gemeinde Sucker River, Stanley Mission und Grandmother's Bay verwalten sich selbst, ca. 433 km², Population: 9.250)
    - La Ronge Band (früher auch „James Roberts Band of Cree Indians“, siedeln in La Ronge, ca. 241 km nördlich von Prince Albert, Saskatchewan, unterzeichneten zusammen mit den „Amos Charles Band of Cree Indians“ und „Peter Ballantyne Band of Cree Indians“ am 11. Februar 1889 den Vertrag Nr. 6 unter Häuptling James Roberts)
    - Stanley Mission Cree Nation (früher auch „Amos Charles Band of Cree Indians“, Amachêwêspimawin – „die Klippen, über die die Jäger ihre Pfeile versuchen zu schießen“, traditionell versuchten die Cree-Jäger ihr Jagdglück hier zu bestimmen – schafften sie es, ihre Pfeile über die Klippen zu schießen, so würden sie eine erfolgreiche Jagdsaison haben, wenn nicht, so bedeutete dies ein glückloses Jahr, die namensgebende Stanley Mission wurde 1851 unter dem Namen Church Mission Point errichtet, die Hauptsiedlung und Verwaltung liegt am Churchill River im Norden Saskatchewans, ca. 80 km nordöstlich von La Ronge, oder 310 km nördlich von Prince Albert)[157]

  - Montreal Lake First Nation (am 11. Februar 1889 unterzeichneten die Montreal Lake und Lac La Ronge First Nations in Molanosa, am nördlichen Ufer des Montreal Lake, einen Anhang zum Vertrag Nr. 6 von 1876, der in Fort Carlton und Fort Pitt mit den Plains Cree, Saulteaux und Assiniboine des südlichen Alberta und Saskatchewan geschlossen worden war[158] Reservate: Montreal Lake #106, 106B, Timber Bay Indian Settlement, ca. 83 km², Population: 3.504)
  - Red Earth Cree Nation (auch Swampy Cree)
  - Shoal Lake Cree Nation (auch Swampy Cree)
  - Sturgeon Lake Cree Nation
- North Peace Tribal Council (NPTC)[159]
  - Little Red River Cree Nation (auch Bush Cree)
  - Lubicon Lake Indian Nation (auch Bush Cree. Die Lubicon Cree waren zu Beginn des 20. Jahrhunderts einer der wenigen Bands, die keinen Landabtretungsvertrag unterzeichnen mussten und für die kein Reservat eingerichtet wurde. Bis in die 1980er Jahre lebten sie weitgehend autark und unbehelligt von subsistenzorientiertem Jagen und Sammeln sowie kommerzieller Fallenstellerei. Danach kam die Ölindustrie in ihr Land und veränderte die Lebensbedingungen grundlegend. Seither kämpfen sie um die Einrichtung einer Reservation, ein Wald- und Wildschutzabkommen und Entschädigungszahlungen.)[160]
  - Tallcree First Nation (unterzeichnete 1899 den Vertrag Nr. 8 am Lesser Slave, Verwaltungssitz befindet sich im bevölkerungsreichsten Reservat #173A, ca. 40 km südöstlich von Fort Vermilion, Reservate: Beaver Ranch #163, 163A, 163B, Fort Vermilion #173B, Tall Cree #173, 173A, Wadlin Lake #173C, ca. 82 km², Population: 1.123)
- Lesser Slave Lake Indian Regional Council (LSLIRC)[161]
  - Driftpile First Nation[162] (auch „Driftpile Cree Nation“, auch Bush Cree, die Siedlung sowie Sitz der Verwaltung Driftpile befindet sich im Reservat #150, entlang des Highway 2, 74 km westlich der Stadt Slave Lake (früher Sawridge), ca. 50 km östlich von High Prairie sowie östlich von Grande Prairie, das Reservat #150 selbst erstreckt sich 10 km entlang des sandigen Südufers des Lesser Slave Lake, von 1899 bis 1910 wurden alle fünf Cree-Gruppen des Lesser Slave-Gebiets als eine Band betrachtet, so dass die Cree unter Häuptling Kinasayoo (auch „Kinuso“), der den Vertrag Nr. 8 am Slave Lake 1899 unterzeichnete, sowie dessen Ratgeber Wechewasis sich zwischen den Reservaten bewegten, wie sie wollten, 1929 entschied die Regierung um die Verwirrung und Verwaltung zu reduzieren, die einzelnen Gruppen separat als First Nations in ihren eigenen Regionen zu organisieren – so entstanden die Driftpile, Sawridge River, Swan River, Sucker Creek und Kapawe'no, Reservat: Drift Pile River #150, ca. 64 km², Population: 2.425)
  - Kapawe'no First Nation (auch „Kapawe'no First Nation“, früher „Grouard Band“ genannt, die Verwaltung befindet sich nahe Grouard (auch bekannt als Grouard Mission) im bevölkerungsreichsten Reservat #150B, ca. 8 km NW/NO vom Lesser Slave Lake, 30 km nordöstlich von High Prairie und 171 km nordöstlich von Grande Prairie, Alberta, Reservate: Kapawe'no First Nation #150B, #150C, #150D, #229, #230, #231, ca. 16 km², Population: 339)[163]
  - Sawridge First Nation (das bevölkerungsreichste Reservat #150G liegt ca. 250 km nördlich von Edmonton, Reservate: Sawridge #150G, 150H, ca. 22 km², Population: 1.200)
  - Swan River First Nation (die Verwaltung befindet sich im bevölkerungsreichsten Reservat Swan River #150E, am Südufer des Lesser Slave Lake, Reservate: Assineau River #150F, Swan River #150E, ca. 43 km², Population: 1.153)
- Kee Tas Kee Now Tribal Council
  - Whitefish (Goodfish) Lake First Nation #128 (auch Bush Cree, der Verwaltungssitz liegt ca. 220 km nordöstlich von Edmonton, 90 km nordwestlich von St. Paul und 68 km westlich von Bonneyville, Alberta im bevölkerungsreichsten Reservat #155, ca. 61 km nördlich von High Prairie, Häuptling James Seenum (auch bekannt als Pakan – „harte Nuss, schwer zu knacken“) unterzeichnete 1876 den Vertrag Nr. 6 zusammen mit anderen First Nations im heutigen Alberta und Saskatchewan, im Gebiet zwischen dem North und South Saskatchewan River, einer wichtigen Handelspassage für den Pelzhandel von Carlton nach Fort Edmonton, Reservate: Utikoomak Lake #155, 155A, 155B, ca. 82 km², Population: 2.258)[164]
  - Woodland Cree First Nation (Reservate: Cadotte Lake Indian Settlement, Woodland Cree #226, 227, 228, ca. 161 km², Population: 1.008)
  - Loon River Cree (Reservate: Loon Lake #235, Loon Prairie #237, Swampy Lake #236, ca. km²Population: 515)
- Treaty 8 Tribal Association[165]
  - Blueberry River First Nations (der Name leitet sich von den reichlichen Heidelbeer-Vorkommen im Flusstal ab, bis 1950 als „St. John Beaver Band“ bekannt, die Hauptsiedlung befindet sich im Blue Berry River-Reservat #205, ca. 80 km nordwestlich von Fort St. John, Reservate: Beaton River #204 (südliche Hälfte), Blueberry River #205, ca. 15 km², Population: 450)
  - West Moberly First Nations (ursprünglich Teil der „Hudson Hope Band“, die sich 1977 in die West Moberly und Halfway River First Nations spaltete, die First Nation, bestehend aus Daneẕaa und Bush Cree, liegt am Westufer des Moberly Lake, ca. 90 km südwestlich von Fort St. John, Reservat: West Moberly Lake #168A, ca. 20 km², Population: 227)
  - Saulteau First Nations[166] (Daneẕaa, Bush Cree und Saulteaux („Soto“), die First Nation liegt am Ostufer des Moberly Lake, ca. 100 km südwestlich von Fort St. John am Highway 29, Reservat: East Moberly Lake #169, ca. 30 km², Population: 840)
- Independent First Nations
  - Bigstone Cree Nation[167] (früher auch „Wabasca First Nation“, auch Bush Cree, ihr Reservatsland grenzt an vier Seen an (North Wabasca, South Wabasca, Sandy, und Calling Lake) und ist daher sehr fisch- und wildreich, unterzeichneten den Anhang zum Vertrag Nr. 8 am 14. August 1899, jedoch waren bei den Vertragsverhandlungen viele Cree-Gruppen nördlich der Bigstone Cree Nation im Einzugsgebiet des Wabasca River vergessen worden, diese wurden nun auf Land der Bigstone Cree angesiedelt, die Cree in den Gemeinden Peerless Lake und Trout Lake betrachten sich jedoch als eigenständig und verlangten als eigene First Nations anerkannt zu werden, Reservate: Desmarais Settlement, Jean Baptiste Gambler #183, Wabasca #166, 166A, 166B, 166C, 166D, ca. 210 km², Population: 6.834)
  - Peerless Trout First Nation (einst gehörten die Gemeinden Peerless Lake und Trout Lake zur Bigstone Cree Nation, spalteten sich aber ab 2003 ab, um als eigenständige First Nation zu agieren, ca. 255 km², Population: 732)[168]
  - Fort Nelson First Nation[169] (ist eine First Nation bestehend aus 14 Großfamilien von Slavey und Bush Cree, Häuptling „Jimmie Badine“ und Unterhäuptling „Tommy Whitehead“, unterzeichneten den Anhang zum Vertrag Nr. 8 im August 1910, die First Nation liegt 7 km südlich der Stadt Fort Nelson im Nordosten von British Columbia, Reservate: Fontas #1, Fort Nelson #2, Kahntah #3, Snake #5, ca. 95 km², Population: 819)

### Plains Cree (Paskwāwiyiniwak / nēhiyawak)
- Battlefords Agency Tribal Chiefs (BATC) oder Battleford Agency Tribal Council (BATC)[170]
  - Ahtahkakoop First Nation (Mitglied des Battlefords Agency Tribal Chiefs, Reservat: Ahtahkakoop #104, am Ufer des Sandy Lake, ca. 72 km nordöstlich von Prince Albert, Saskatchewan, ca. 173 km², Population: 3.110)[171][172] – auch Mitglied des Fort Carlton Agency Council
  - Moosomin First Nation (Häuptling „Yellow Sky“ nahm 1876 nicht an den Verhandlungen zum Vertrag Nr. 6 teil, aber im Frühjahr 1881 unterzeichnete Yellow Skys Unterhäuptling „Moosomin“ einen Anhang zum Vertrag Nr. 6, „Yellow Sky“ war bis 1884 anerkannter Häuptling, dann wurde Moosomin von Indian Commissioner Dewndey zum Häuptling ernannt, Reservate: Moosomin #112A, B, E – H, J, L, M, N, P, ca.: 187 km², Population: 1.593)
  - Red Pheasant First Nation (Häuptling Wuttunee („Porcupine“) und seine Cree-Gruppe jagten und fischten entlang des Battle River in der Battleford-Region, da Wuttunee den Vertrag Nr. 6 ablehnte, bestimmte er seinen Bruder Pihew-kamihkosit („Red Pheasant“) den Vertrag am 9. September 1876 zu unterzeichnen, Letzterer wurde hierauf von der kanadischen Regierung als Häuptling anerkannt, 1878 wurde das Red Pheasant #108-Reservat in den Eagle Hills, ca. 33 km südlich von North Battleford etabliert, ca. 252 km², Population: 2.209)
  - Saulteaux First Nation (auch Saulteaux) (Population: 1.198)
  - Sweetgrass First Nation (die Häuptlinge Wikaskokiseyin („Sweet Grass“) und Wah-wee-kah-oo-tah-mah-hote („Strike him on the Back“) unterzeichneten den Vertrag Nr. 6 in Fort Pitt und Fort Carlton, vor der Errichtung des Reservats in der Battle-River-Region südwestlich von Battleford wurde Apseenes („Young Sweet Grass“) Nachfolger von Wah-wee-kah-oo-tah-mah-hote,[173] Reservate: Sweet Grass #113, 113-028, A, B, C19, C7, E22, F16, G7, H1, I4, J3, K32, L6, M16, N27, P2, S6, Population: 1.747)
- Northwest Professional Services Corp. oder Battlefords Tribal Council (BTC)
  - Little Pine First Nation (namensgebend ist Häuptling Minahikosis („Little Pine“), Verwaltungssitz und größte Siedlung liegt im Little Pine #116-Reservat, entlang des Battle River, ca. 53 km nordwestlich von North Battleford, Reservate: Little Pine #116, Min-a-he-quo-sis #116A, 116C, ca. 248 km², Population: 1.788)
  - Lucky Man First Nation (auch „Lucky Man Cree Nation“, namensgebend ist Papewes – „Lucky Man“, Häuptling der River Cree, einer Untergruppe der Plains Cree, der in den 1870er ein Anführer von Mistahimaskwa´s („Big Bear“) River Cree war, Verwaltungssitz ca. 60 km östlich von North Battleford nahe Mayfair, Saskatchewan, einst verdrängt und mit der „Little Pine First Nation“ vereinigt, kehren nunmehr die Mitglieder zu ihrer angestammten Heimat zurück, drei Gemeinden, Hafford, Mayfair und Blaine Lake befinden sich in unmittelbarer Nähe zum Reservat,[174] Reservat: Lucky Man, ca. 31 km², Population: 110)
  - Mosquito, Grizzly Bear's Head, Lean Man First Nation (ist ein Zusammenschluss von drei einst unabhängigen Assiniboine-Cree-Gruppen in den Eagle Hills südlich von North Battleford.[175] Das Mosquito-Reservat wurde errichtet, nachdem Misketo als Häuptling Little Chief nachfolgte und den Anhang zum Vertrag Nr. 6 am 29. August 1878 unterzeichnete. Die Grizzly Bear’s Head-Gruppe unter Häuptling Teepee Hoska („Long Lodge“) unterzeichnete 1877 Vertrag Nr. 4 in den Cypress Hills und zog 1882 nach Teepee Hoska's Tod in die Battleford-Region, die beiden Gruppen verschmolzen 1951. Nach Unterzeichnung des Anhangs zum Vertrag Nr. 4, siedelte ab 1882 die Lean Man-Gruppe südlich von Battleford, jedoch gab es 1931 nur noch eine Person dieser Gruppe, die sich nun der Mosquito Grizzly Bear’s Head-Gruppe anschloss, das Mosquito-Reservat liegt ca. 27 km südlich und die Grizzly Bear’s Head und Lean Man-Reservate ca. 24 km südlich von North Battleford, Reservate: Gold Eagle, Grizzly Bear's Head #110 & Lean Man #111, Mosquito #109, Mosquito Grizzly Bear's Head Lean Man Tle #1, ca. 173 km², Population: 1.243)
  - Poundmaker First Nation (Häuptling Pitikwahanapiwiyin („Poundmaker“), einst Mitglied der „Red Pheasant First Nation“, bedeutender Fürsprecher der Cree bei den Verhandlungen zum Vertrag Nr. 6, wählte für seine Gruppe den Ort für die jetzige Reservation, der Verwaltungssitz befindet sich im Reservat Poundmaker #114, nahe der Gemeinde Cut Knife, ca. 40 km nordwestlich der Stadt North Battleford und Saskatoon, Reservate: Poundmaker #114-10A, 12, 13, 15, 15C, 17, 17A, 18A, 18B, 19, 1A, 21, 22, 2A, 2B, 2C, 3A, 3B, 4A, 5A, 5B, 6A2, 6A3, 6B2, 6C2, 7A, 8A, 9, 9A, 11A, 16, 28, ca. 145 km², Population: 1.582)[176]
- Independent First Nations
  - Beardy’s and Okemasis First Nation (Verwaltungssitz liegt ca. 68 km nördlich von Saskatoon und 54 km südlich von Prince Albert, zwischen den historischen Stätten Fort Carlton und Batoche, hier begann auch 1885 die sog. Riel Resistance, Reservate: Beardy's & Okemasis #96 & #97-A, Beardy's #97 & Okemasis #96, Beardy's & Okemasis #96 & #97-B, Beardy's & Okemasis #96 & #97-C, Willow Cree, ca. 203 km², Population: 3.048)[177]
  - Big Island Lake First Nation (oder „Joseph Bighead First Nation“, der Verwaltungssitz befindet sich im bevölkerungsreichsten Reservat Big Head #124, ca. 39 km östlich von Cold Lake, Häuptling Joseph Bighead unterzeichnete einen Anhang zum Vertrag Nr. 6 am 25. Juni 1913 und verlangte, dass seine Stammesgruppe weiterhin in der Region rund um Lac des Iles jagen und fischen dürfe, jedoch wurde 1916 das Big Head IR #124 errichtet, Reservate: Big Head IR #124, Big Island Lake Cree Territory, ca. 47 km², Population: 1060)
  - Cowessess First Nation (Verwaltungssitz liegt im bevölkerungsreichsten Reservat #73, ca. 15 km nordwestlich von Broadview, Saskatchewan und ca. 155 km östlich der Provinzhauptstadt Regina im Qu’Appelle Valley in der Nähe des Crooked Lake, Round Lake sowie des Qu’Appelle River, das Reservat wurde mit der Unterzeichnung des Vertrags Nr. 4 am 15. September 1874[178] durch Häuptling Cowessess (Little Child), vier Unterhäuptlingen sowie 69 Bandmitgliedern errichtet, trotzdem jagte die Saulteaux-Cree-Stammesgruppe weiterhin auf den Plains im kanadisch-amerikanischen Grenzgebiet, schließlich ließen sie sich bei Fort Walsh (Maple Creek) nieder, wurden aber zwangsweise 1882–1883 in das heutige Reservat umgesiedelt, Reservate: Cowessess #73, 73A, Treaty 4 Reserve Grounds 77, ca. 370 km², Population: 3.795)[179]
  - Ermineskin Cree Nation (Reservate: Ermineskin #138, Pigeon Lake #138A, ca. 123 km², Population: 4.042)
  - Louis Bull Tribe (Verwaltungssitz und Hauptsiedlung befindet sich im Louis Bull-Reservat #439, nahe Hobbema, ca. 90 km südlich von Edmonton[180] Reservate: Louis Bull #138B, #439, Pigeon Lake #138A, ca. 53 km², Population: 2.020)
  - Montana First Nation (Verwaltungssitz ist im Montana #139-Reservat, ca. 90 km südlich von Edmonton und 3 km östlich des Highway No. 2A, die Montana First Nation ist daher die kleinste der insgesamt vier First Nations von Hobbema, Alberta[181] Reservate: Montana #139, Pigeon Lake #138A, ca. 48 km², Population: 939)
  - Paul First Nation (auch Stoney) (Reservate: Buck Lake #133C, Wabamun #133A, 133B, ca. 74 km², Population: 1.893)
  - Onion Lake First Nation (Verwaltungssitz liegt circa 50 km nördlich von Lloydminster, der Saskatchewan-Alberta-Grenzstadt in der Central Parkland Region, im Übergangsgebiet zwischen Grasflächen im Süden und borealem Wald im Norden, ursprünglich zwei unabhängige Cree-Gruppen, die sich am 16. Januar 1914 zur „Onion Lake First Nation“ zusammenschlossen: der Seekashootch und Weemisticooseahwis-Gruppe. Den Vertrag Nr. 6 am 9. September 1876 in Fort Pitt unterzeichnete für die die Weemisticooseahwis statt eines Häuptlings „Makaoo“, ein Ratsmitglied, und etablierte das Makaoo-Reservat #120 entlang des später als Onion Lake bezeichneten Sees, nach der Vertragsunterzeichnung wurde Seekaskootch („Cut Arm“) Häuptling, dieser nahm an der Vermessung des Seekaskootch-Reservats #119 teil, das 1889 nordwestlich von Fort Pitt etabliert wurde, „Seekaskootch“ wurde 1885 während der Nordwest-Rebellion bei Steele Narrows getötet, als er, unbewaffnet versuchte Frieden zu schließen, die Reservate umfassen ca. 643 km² sowohl in Saskatchewan als auch in Alberta, wobei 70 % der Landfläche sich in Saskatchewan befindet)[182]
  - Saddle Lake Cree First Nations (Reservate: Blue Quills First Nation, Saddle Lake #125, White Fish Lake #128, ca. 304 km², Population: 9.365)
    - Blue Quills Band of Cree
    - Saddle Lake Band of Cree
    - Wahsatenaw Band of Cree (Häuptling Muskegwatic – „Bear’s Ears“)
    - Whitefish Lake First Nation 128 (Goodfish) (auch Bush Cree, Verwaltungssitz liegt ca. 220 km nordöstlich von Edmonton, 90 km nordwestlich von St. Paul und 68 km westlich von Bonneyville, Alberta, Häuptling James Seenum, auch bekannt als Pakan[164])

  - Samson Cree Nation
  - Thunderchild First Nation[183] im August 1879, unterzeichnete Häuptling Piyesiw Awasis („Thunderchild“) einen Anhang zum Vertrag Nr. 6, Häuptling Piyesiw Awasis war ein Anhänger von Häuptling Mistahimaskwa  („Big Bear“)
- Agency Chiefs Tribal Council (ACTC)
  - Big River First Nation (abgel. vom Cree-Wort Oklemow Cee Pee – „Großer Fluss“, der Bezeichnung für den Cowan River, 1878 unterzeichnete Häuptling Saseewahum den Vertrag Nr. 6 und zog ins ca. 120 km² Reservat ca. 120 km nordwestlich von Prince Albert, Saskatchewan, nahe den Städten Debden, Big River und Spiritwood, auch „Whitefish Lake Nation“ oder „Kenemotayo Band“, Population: 3.062)[184]
  - Pelican Lake First Nation
  - Witchekan Lake First Nation
- File Hills Qu’Appelle Tribal Council (FHQTC)[185]
  - Little Black Bear First Nation (Kees kee hew mus-coo muskwa (Little Black Bear), Häuptling einer Cree-Assiniboine oder Nehiyaw-Pwat-Gruppe aus den Cypress Hills,[186] unterzeichnete am 15. September 1874 den Vertrag Nr. 4, 1880 zogen sie ins Reservat in den File Hills, ca. 4 km südlich und 4 km westlich von Goodeve, Verwaltungssitz befindet sich im Little Black Bear #84-Reservat, ca. 19 km östlich von Fort Qu’Appelle, Reservate: Little Black Bear #84, 84SC, Treaty 4 Reserve Grounds #77, ca. 80 km², Population: 452)
  - Nekaneet First Nation
  - Pasqua First Nation
  - Peepeekisis First Nation
  - Piapot First Nation
  - Star Blanket First Nation
- Meadow Lake Tribal Council (MLTC)[187]
  - Canoe Lake First Nation
  - Flying Dust First Nation (Häuptling Ko-pat-a-wa-ke-num unterzeichnete den Anhang zum Vertrag Nr. 6 am 3. September 1878, in dem der Stammesgruppe die gleichen Rechte wie den Plains Cree, Assiniboine und Cree von 1876 vertraglich zugesagt wurden, mussten jedoch all ihre Rechte auf Stammesgebiete innerhalb des Vertragsgebietes aufgeben)
  - Island Lake First Nation
  - Makwa Sakahikan First Nation
  - Waterhen Lake First Nation[188] (die Cree nannten den Waterhen Lake Sîkîp Sâkahikan, Häuptling Running Around unterzeichnete den Anhang zum Vertrag Nr. 6 am 8. November 1921, verlangte, dass ihr traditioneller Lebensstil von der kanadischen Regierung beschützt werden sollte, 1916 wurde ein Reservat eingerichtet, die First Nation lebte weiterhin vom Jagen, Fischen und dem Fallen stellen rund um Lost Lake, Flotten Lake bis zum Primrose Lake, 1954 verloren sie viele ihrer traditionellen Jagdgebiete durch die Errichtung der Primrose Lake Air Weapons Range und versuchten 1975 vergeblich Kompensation hierfür zu bekommen, Verwaltungssitz liegt im Reservat #130, ca. 39 km nördlich der Stadt Meadow Lake, ca. 246 km östlich von Lloydminster und ca. 156 km nördlich von North Battleford, Reservat: Waterhen #130, ca. 80 km², Population: 1.841)
- Prince Albert Grand Council (PAGC)[189]
  - James Smith First Nation
  - Sturgeon First Nation
- Saskatoon Tribal Council (STC)[190]
  - Mistawasis First Nation[20] (Häuptling Mistawasis („Big Child“) unterzeichnete 1876 den Vertrag Nr. 6 in Fort Carlton)
  - Muskeg Lake Cree Nation[191]
  - Muskoday First Nation (früher „John Smith First Nation“, eine Cree-Saulteaux First Nation)[192]
  - One Arrow First Nation
- Southeast Treaty #4 Tribal Council (SET4)
  - Ochapowace First Nation
  - Whitebear First Nation (auch Saulteaux, Assiniboine, und Dakota)[193]
- Touchwood Agency Tribal Council (TATC)
  - Daystar First Nation (Kisecawchuck („Daystar“), Häuptling einer Gruppe der „Touchwood Hills Cree“ (Pasākanacīwiyiniwak) sowie Salteaux)
  - George Gordon First Nation (Häuptling Kaneonuskatew („One that walks on four claws“, auch „George Gordon“), Häuptling einer Gruppe der „Touchwood Hills Cree“ (Pasākanacīwiyiniwak) sowie Salteaux)[194]
  - Kawacatoose First Nation (Kawacatoose) („Poorman“ oder „Lean Man“, Häuptling einer Gruppe der „Touchwood Hills Cree“ (Pasākanacīwiyiniwak) sowie Assiniboine und Salteaux)
- Yorkton Tribal Council (YTC)[195]
  - Kahkewistahaw First Nation (Häuptling Kahkewistahaw („He who flies around“) unterzeichnete für die aus „Rabbit Skins Cree“ (Wapoos Wi Iniwak) und „Saulteaux“ (Soto) bestehende Stammesgruppe, die in Wood Mountain und in den Cypress Hills jagte, am 15. September 1874 den Vertrag Nr. 4, jährlich kehrten sie ins Qu’Appelle Valley zurück, um ihre Rationen und Zahlungen zu erhalten bis 1881 ein Reservat errichtet wurde, Verwaltungssitz liegt im bevölkerungsreichsten Reservat #72C, ca. 13 km nördlich von Broadview, Reservate: Kahkewistahaw #72, 72 A-1, IR #72F, 72B, 72C, 72D, 72E, 72G, 72H, Treaty 4 Reserve Grounds #77, ca. 103 km², Population: 1.784)
  - Key First Nation[196] (Häuptling Ow-tah-pee-ka-kaw („He Who Unlocks“ oder „The Key“) unterzeichnete am 24. September 1875 den Anhang zum Vertrag Nr. 4, für seine aus Saulteaux, Saulteaux-Cree und Saulteaux-Orkney bestehende Stammesgruppe, die entlang des Shoal River im Südwesten Manitobas lebte, 1878 wurde weiter westlich ein Reservat 145 km nordöstlich von Fort Pelly errichtet, Verwaltungssitz befindet sich im Reservat #65, ca. 26 km nordöstlich von Kamsack, Reservate: The Key #65, Treaty 4 Reserve Grounds #77, ca. 64 km², Population: 1.171)
  - Ocean Man First Nation (vorherrschend Cree-sprachige Assiniboine, Cree, Saulteaux)[197]
  - Sakimay First Nation (Cree-Saulteaux First Nation)
- Tribal Chiefs Association (TCA) oder Tribal Chiefs Ventures Inc (TCVI)[198]
  - Beaver Lake Cree Nation (auch Bush Cree, Verwaltungssitz liegt im Beaver Lake #131-Reservat, ca. 105 km nordöstlich von Edmonton, Alberta, Reservate: Beaver Lake #131, Blue Quills First Nation, ca. 63 km², Population: 967)[199]
  - Frog Lake First Nation (der Verwaltungssitz und die Hauptsiedlung befinden sich östlich von Edmonton, ca. 90 km nördlich von Lloydminster und 80 km südlich von Cold Lake, entlang des Secondary Highway 897, benachbarte Gemeinden sind: Marwayne, Elk Point und Heinsburg,[200] Reservate: Blue Quills First Nation, Puskiakiwenin #122, Unipouheos #121, ca. 190 km², Population: 2.762)
  - Kehewin Cree Nation (Reservate: Blue Quills First Nation, Kehewin #123, ca. 83 km², Population: 1.899)
- Yellowhead Tribal Development Foundation
  - Alexander First Nation (auch „Wapski Mahikan Society“, auch Bush Cree)[201] (Verwaltungssitz ist Morinville, Alberta, ca. 34 km nördlich von Edmonton, Reservate: Alexander #134, 134A, 134B, ca. km², Population: )
  - Enoch Cree Nation[202] (Reservate: Stony Plain #135, 135A, ca. 53 km², Population:2.227)
- Interlake Reserves Tribal Council
  - Peguis First Nation (früher „St. Peter's Band“, diese Saulteaux-Cree First Nation ist die größte First Nation von Manitoba, Verwaltungssitz befindet sich im bevölkerungsreichsten Reservat #1B, ca. 145 km nördlich von Winnipeg, Manitoba, Reservate: Peguis #1B, 1C, 1D, 1E, 1F, 1G, 1H, 1I, St. Peters Fishing Station 1A, ca. 307 km², Population: 8.893)
- Chippewa-Cree Indians of the Rocky Boy’s Reservation, in Montana (auch Ojibwa)